# Donkey Kong Country
Pour les articles homonymes, voir Donkey Kong Country (homonymie) et DKC.
Vous lisez un « article de qualité » labellisé en 2016.
Donkey Kong Country (DKC, Super Donkey Kong au Japon) est un jeu vidéo de plates-formes développé par Rare et édité par Nintendo à partir de novembre 1994 sur Super Nintendo. Premier jeu de la série Donkey Kong Country, il met en scène les personnages de Donkey Kong et de Diddy Kong. Une suite est proposée sur Game Boy en juin 1995 sous le titre Donkey Kong Land. Il est porté sur Game Boy Color en 2000, puis en 2003 sur Game Boy Advance. Le jeu est disponible dans sa version originale en téléchargement sur la console virtuelle de la Wii depuis décembre 2006, celle de la Wii U en 2014 et celle de la New Nintendo 3DS en 2016.Il est notamment disponible sur le service Online de la Nintendo Switch et Nintendo Switch 2 depuis 2020.
L'intrigue a lieu sur l'île Donkey Kong Island sur laquelle vit la famille Kong. Durant la nuit, les Kremlings dérobent le stock de bananes de Donkey Kong, que son neveu Diddy Kong est chargé de protéger. Donkey et Diddy Kong, qui partent à sa recherche, parcourent les diverses zones de l'île (la jungle, un lagon, des cimes d'arbres, des grottes, un temple, des montagnes enneigées, une usine, des falaises) et s'opposent aux Kremlings jusqu'au galion du Gang-Planche, où ils affrontent le chef King K. Rool afin de récupérer les bananes lâchement volées.
Donkey Kong Country est développé par Rare, grâce à une technique de graphismes pré-rendus précédemment utilisée dans les films Terminator 2 : Le Jugement dernier et Jurassic Park. La méthode consiste à créer des graphismes de très haute qualité sur un matériel performant et à les intégrer dans un deuxième temps, en les affichant dans un système plus modeste, en l’occurrence la Super Nintendo. L'ensemble des personnages et des décors sont modélisés en trois dimensions, à l'aide de stations de travail Silicon Graphics Challenge et du logiciel PowerAnimator, puis intégrés dans le jeu en deux dimensions. Rare décide de développer un jeu dans l'univers de Donkey Kong, publié en 1981, en repensant l'univers, le système de jeu et les visuels. Nintendo, très occupé par le développement de sa future console Nintendo 64, laisse libre champ à Rare et n'interfère que très peu dans le processus de développement. Le système de jeu est complètement revu et devient un jeu de plates-formes classique inspiré de jeux Nintendo comme Super Mario Bros. 3, avec une difficulté assez basse et une rapidité de jeu importante. Les personnages sont modernisés et certains inventés comme Diddy Kong. Afin de ne pas afficher d'interface pendant le jeu, Rare décide de mettre à l'écran un duo de personnages, interchangeables à tout moment, fonctionnant comme Mario et sa transformation qui sert de deuxième vie. Les influences sont diverses, mais les plus évidentes viennent de l'univers de la piraterie amené par le concepteur Gregg Mayles, et des films comme Le Retour du Jedi ou Indiana Jones et le Temple maudit. Rare met également en place un système de bonus original qui permet au joueur de chevaucher des animaux et bénéficier temporairement de nouvelles capacités.
Nintendo est persuadé de tenir un jeu exceptionnel et investit de gros moyens dans la communication. Le jeu rencontre un franc succès, tant critique que commercial, et se vend à plus de neuf millions d'exemplaires, ce qui en fait une des meilleures ventes de la Super Nintendo. À la sortie du jeu, les critiques sont dithyrambiques, mettant en avant les prouesses techniques ainsi que la qualité exceptionnelle et inégalée des graphismes, tout en relevant un système de jeu classique, rapide et simple. Elles remarquent aussi un jeu fourmillant d'idées novatrices, de secrets et de salles bonus à rechercher. Sa suite directe Donkey Kong Land sortie en 1995 sur Game Boy est également très bien accueillie, tout comme les portages en 2000 et 2003 sur Game Boy Color et Game Boy Advance. Les portages reçoivent quelques reproches liés à l'absence de niveaux inédits et aux graphismes limités, même si ces faiblesses sont imputables aux limitations techniques des plates-formes. Les versions dématérialisées sont également bien accueillies en 2006 puis 2014, même si les visuels, jugés superbes pour l'époque, sont considérés datés par rapport aux productions du moment.
L'énorme succès du jeu relance Nintendo alors ballotté par la concurrence de Sega et Sony, ce qui lui permet de dominer la fin de l'ère des consoles 16 bits. La grande popularité du titre relance la licence Donkey Kong, qui connait plusieurs suites directes (Diddy's Kong Quest et Dixie Kong's Double Trouble!), mais aussi toute une panoplie de jeux dérivés. Ce nouvel univers est décliné à la télévision sous forme de séries d'animation et d'émissions de télévision, ou de produits dérivés.
En 2002, Rare est racheté par Microsoft ; Nintendo récupère la licence et continue à utiliser le renouveau de la franchise en développant des jeux en interne ou en collaboration avec d'autres développeurs comme Paon, ou Retro Studios qui développe dans la série DKC le jeu Donkey Kong Country Returns sur Wii en 2010 et Donkey Kong Country: Tropical Freeze sur Wii U en 2014.

## Trame

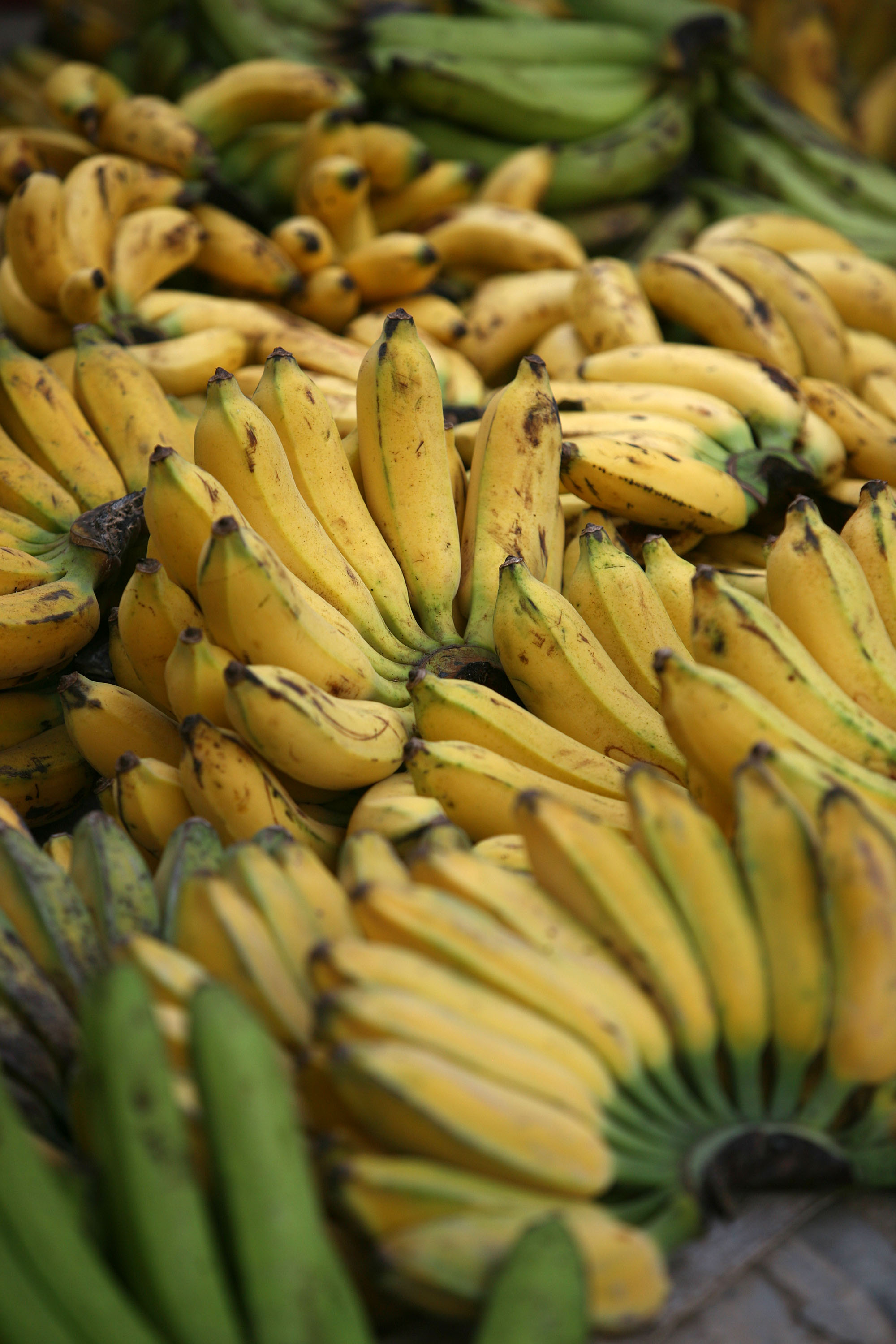
Le vol du stock de bananes par les Kremlings pousse Donkey Kong à explorer l'île pour les retrouver.

### Univers
Les pérégrinations de Donkey Kong le menant à King K. Rool et aux bananes qu'il a dérobées, lui permettent d'explorer l'île Donkey Kong Island. C'est une île tropicale luxuriante entourée de lagons riches en corail et poissons tropicaux, mais qui comporte également un relief et des lieux variés. Elle est composée de six régions possédant chacune leur propre écosystème : une jungle d'inspiration africaine, une mine avec notamment de petits chariots à manœuvrer, des cimes d'arbres, des montagnes enneigées avec des sols verglacés, une usine et des grottes. En outre, les protagonistes parcourent des décors situés dans des ruines et font également un passage dans la mer, et le combat final contre King K. Rool se déroule à bord de son bateau appelé Galion du Gang-Planche.

### Personnages
Les protagonistes sont Donkey Kong, un gorille très puissant, et son neveu Diddy Kong, un chimpanzé rapide et agile. Ils font partie de la famille Kong, dont certains membres les aident au cours de leur quête, comme le grand-père nommé Cranky Kong, qui tient le rôle du gorille combattant Mario dans les premiers jeux de la série Donkey Kong. Les deux héros sont également aidés par Candy Kong, la fiancée de Donkey Kong et son cousin Funky Kong.
Au cours du jeu, les deux protagonistes peuvent chevaucher des animaux comme Rambi le Rhinocéros, Expresso l'autruche, Enguarde l'espadon, Winky la grenouille, alors que Squawks le perroquet suit le personnage actif comme son ombre.
Les antagonistes sont variés. Les ennemis principaux sont les membres du clan des Kremlings, qui est composé d'une variété de reptiliens anthropomorphiques, dont leur chef King K. Rool. Donkey Kong et Diddy Kong sont également opposés à une faune diverse, composée de guêpes, de vautours, de serpents, de tapirs et d'orangs-outans, mais aussi d'animaux aquatiques comme des requins, des méduses, des pieuvres et des huîtres géantes.

### Contexte et scénario
Dans le cadre de son parcours initiatique, Donkey Kong demande à son neveu Diddy Kong, de monter la garde toute la nuit sur son stock de bananes. Diddy Kong est en poste dans l'arbre de la famille Kong, situé sur l'île tropicale luxuriante Donkey Kong Island, mais un orage terrible fait rage, et, très peu rassuré, il regrette son sort, connaissant tous les dangers qui peuvent survenir. Le stock de bananes de Donkey Kong est le plus gros de l'île, voire du monde, et des ennemis comme les Kremlings sont très envieux. Tout à coup, Diddy entend des bruits dans la jungle et entr'aperçoit des Kremlings, qu'il affronte en effectuant son attaque en roue. Malheureusement, Diddy est rapidement submergé par le nombre d'assaillants, puis assommé par Klump, un puissant Kremling, qui l'enferme dans un tonneau et le lance dans les buissons. Pendant la nuit, les Kremlings dérobent tout le stock de bananes, et, chargés de leur fardeau lâchement volé, disparaissent dans la jungle, laissant tomber derrière eux des bananes sur le sol tout au long du chemin. Au petit matin, Donkey Kong se réveille, et son grand-père Cranky Kong lui signale que la caverne où sont conservées les bananes est maintenant vide. Ils se rendent également compte que Diddy Kong a disparu. En voyant les nombreuses traces de pas dans la grotte, Donkey Kong devine rapidement que les Kremlings sont responsables. Il décide de partir à la recherche du stock de bananes en suivant les bananes tombées du butin des Kremlings, en espérant également trouver Diddy Kong sur son chemin. Le duo reconstitué traverse l'île et rencontre divers animaux qui vont les aider, comme Rambi, Expresso, Enguarde, Winky, et Squawks, mais aussi plusieurs membres de la famille Kong. Après de nombreuses confrontations avec les Kremlings et une progression à travers les différentes zones de l'île, Donkey Kong arrive finalement sur le vaisseau pirate, où le chef des Kremlings attend avec les réserves de bananes de la famille Kong. Après à sa défaite, Donkey Kong récupère le stock de bananes.

## Système de jeu

### Généralités
Donkey Kong Country est un jeu de plates-formes en deux dimensions à défilement horizontal se déroulant dans six zones distinctes, et totalisant quarante niveaux. Le but du jeu est de franchir tous les obstacles et de vaincre les ennemis qui se présentent afin de terminer l'ensemble des niveaux, et d'éliminer les mini-boss et le boss final pour reprendre le stock de bananes de Donkey Kong, dérobé par King K. Rool et les Kremlings. Chaque niveau est composé d'un thème unique et oblige le joueur à effectuer des tâches spécifiques et variées, comme nager, conduire des mini-chariots de mine, sauter de plates-formes en plates-formes, lancer des tonneaux ou se balancer de liane en liane. Chaque zone de l'île comporte un boss de fin qui doit être vaincu. La fin du jeu diffère en fonction du pourcentage de secrets découverts par le joueur. L'ensemble des niveaux représente 50 % du contenu du jeu, les 50 % restants correspondent aux secrets et aux niveaux bonus. Un total de 101 % peut être atteint grâce à une particularité,,,.

### Mouvements et attaques
Le joueur contrôle un des deux personnages du duo affiché simultanément à l'écran, Donkey Kong ou Diddy Kong. Ces derniers peuvent marcher, courir et sauter. Interchangeables, le joueur peut choisir de contrôler l'un ou l'autre si les deux personnages sont à sa disposition dans le niveau. Donkey Kong est le plus puissant des deux et peut vaincre des ennemis plus facilement que Diddy Kong, tandis que ce dernier est plus rapide et agile que son oncle, il peut en outre réaliser de grands sauts. Donkey Kong peut par contre frapper le sol en sautant puis en retombant à un endroit précis, et ainsi déterrer les objets cachés. Une particularité autorise le personnage à prendre appui dans le vide pour sauter si une roulade est en cours. Le joueur rencontre aussi des pneus qu'il peut parfois déplacer et qui font rebondir et sauter le personnage plus haut et plus loin.
Le joueur commence la partie avec six vies. Le joueur perd une vie si le personnage qu'il dirige est touché par un ennemi ou s'il tombe dans un trou. Pour vaincre un ennemi, le joueur peut faire une roulade ou une roue (pour Diddy kong), sauter et retomber dessus, lancer l'« attaque de la grosse baffe » (mouvement uniquement possible avec Donkey Kong). Cependant, certains ennemis ne peuvent être vaincus avec ces techniques, le joueur doit donc en venir à bout à l'aide d'un tonneau ou d'un animal. D'autre part, si Donkey Kong peut venir à bout de quasiment tous les ennemis en leur sautant dessus, Diddy Kong ne peut pas vaincre les adversaires les plus puissants. Le niveau de difficulté des ennemis est variable et augmente au fur et à mesure que le joueur progresse dans les niveaux. Si le joueur possède les deux personnages et qu'il est touché, le personnage actif meurt et le personnage passif devient le personnage à diriger. Puis la fois suivante, le nouveau personnage actif meurt à son tour. Si le joueur perd toutes ses vies, le jeu s'arrête. En outre, lorsque le joueur possède un animal ami, celui-ci offre un niveau de protection supplémentaire, puisque l'animal meurt à la place des personnages du duo s'il est touché.

### Bonus et items
Des vies supplémentaires peuvent être gagnées au cours du jeu, en récoltant des items disséminés dans les niveaux, comme les bananes qui rapportent une vie à chaque fois que le joueur en cumule 100 (les bananes peuvent être disposées une par une, ou sous forme de régimes de bananes qui offrent dix bananes), ou s'il récupère chacune des lettres formant le mot « KONG » éparpillées dans le niveau. Le jeu propose aussi des ballons de vie qui rapportent une vie par ballon si le joueur en attrape. Il peut également récolter plusieurs symboles d'animaux en or qui donnent accès aux niveaux bonus. Le jeu comporte en plus un grand nombre de passages secrets, dans lesquels le joueur accède à des jeux bonus où il peut obtenir des vies supplémentaires ou des items, et qui servent en même temps de raccourci. Chaque niveau comporte au minimum un niveau bonus,,.
Dans plusieurs niveaux, le joueur bénéficie de l'aide de différents animaux sur lesquels le personnage peut monter. Il peut les trouver simplement sur son chemin, ou dans des caisses en bois situées dans des grottes dont il est nécessaire de faire apparaître l'entrée avec des tonneaux. Ces animaux ajoutent chacun leurs propres capacités au système de jeu : Rambi le rhinocéros peut foncer brusquement et détruire tout ce qui se trouve devant lui, Expresso l'autruche peut légèrement planer dans les airs et n'est pas gênée par les petits ennemis au sol, Enguarde l'espadon facilite la nage et peut vaincre les ennemis avec son rostre, Winky la grenouille peut terrasser divers assaillants en leur sautant dessus et Squawks le perroquet, qui ne peut être monté, suit le personnage actif et lui procure de la lumière dans l'obscurité. Chaque animal peut être trouvé dans un niveau au thème approprié, par exemple Enguarde est logiquement présent dans le niveau sous-marin, et Squawks dans les grottes sombres,,.

### Tonneaux et plates-formes

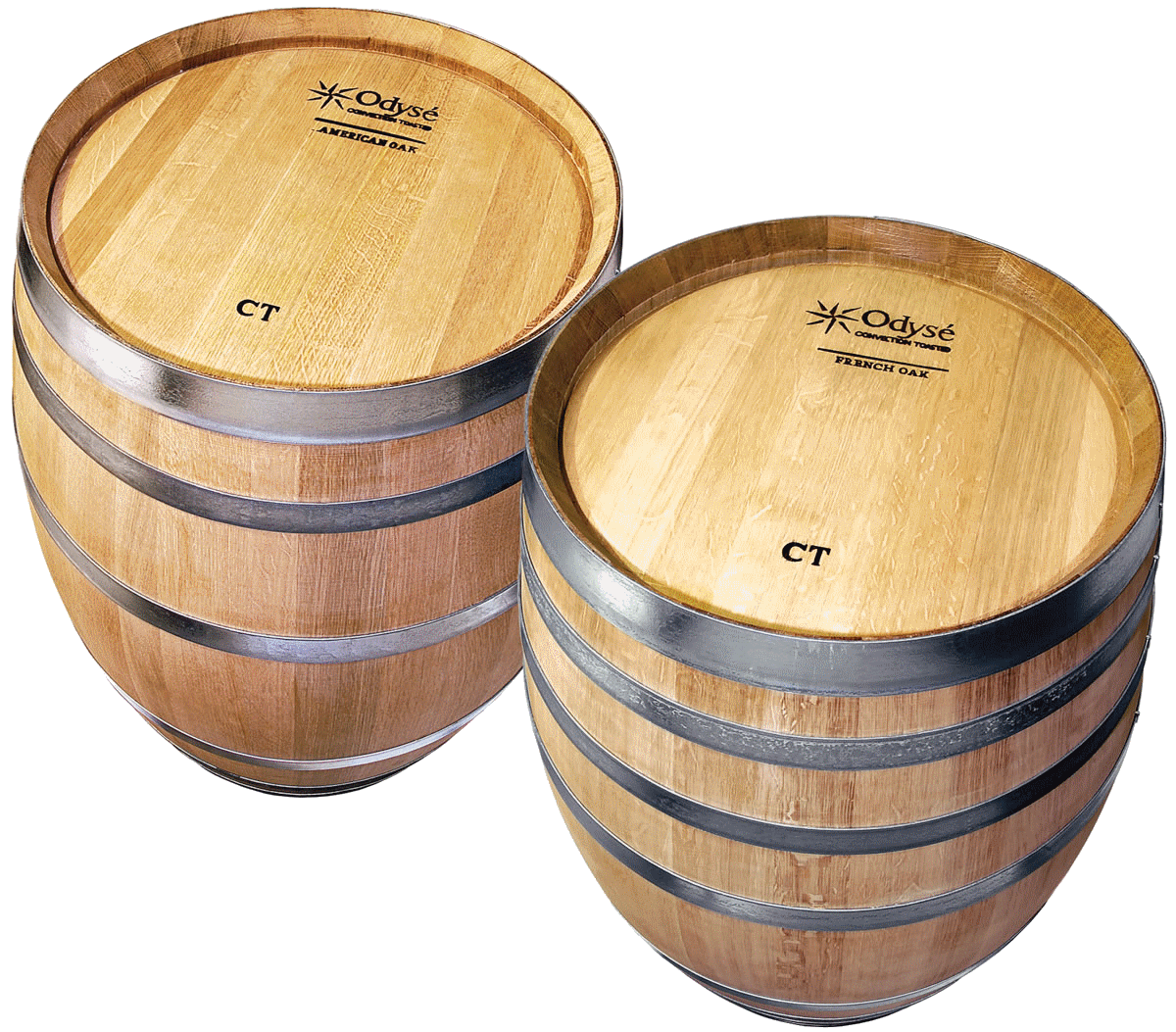
Le joueur peut utiliser divers tonneaux offrant des fonctionnalités variées, comme les tonneaux les plus basiques qu'il peut lancer ou les tonneaux marqués DK qui permettent de récupérer un personnage.

Les niveaux comportent de nombreux tonneaux aux fonctions diverses. Certains peuvent être ramassés par le joueur et jetés quand il le choisit. Il peut également les faire rouler, comme les tonneaux basiques qu'il peut lancer sur ses ennemis et qui éclatent simplement à leur contact ou au premier obstacle, ou comme les tonneaux de TNT qui explosent au contact. Cependant, il existe également des barils en acier qui écrasent tous les ennemis sans éclater et fauchent tout sur leur passage. Donkey Kong porte les tonneaux à bout de bras au-dessus de sa tête et Diddy Kong les tient devant lui près du sol à cause de sa petite taille. De la même manière que les animaux, les tonneaux constituent une protection, mais qui diffère en fonction du personnage actif et de sa hauteur de port des tonneaux. Ils permettent également dans le cas de Diddy Kong, de déceler plus facilement certains passages secrets,,,,.
Le joueur dispose par ailleurs d'autres tonneaux qu'il ne peut déplacer, comme les canons-tonneaux, bordés d'un liseré blanc, dans lesquels les personnages peuvent entrer. Ils sont déclenchables par le joueur lorsqu'il le désire et projettent les personnages dans les airs. D'autres tonneaux comportent en plus du liseré une grande étoile blanche, et se déclenchent aussitôt et automatiquement. Les tonneaux marqués DK permettent de récupérer l'allié manquant le cas échéant, et le tonneau étoilé situé en milieu de niveau sert de checkpoint et offre la possibilité de recommencer à partir de cet endroit si le personnage meurt. Certains tonneaux appelés stop & go font passer le niveau dans l'obscurité et sont l'unique solution pour venir à bout des ennemis appelés « Rock Kroc ». Il existe également des tonneaux cachés ou difficilement accessibles, qui donnent accès aux niveaux bonus,,,.
Quelques niveaux comportent également des plates-formes qui se déplacent, mais qui ne fonctionnent que si le joueur récupère du carburant au fur et à mesure qu'il avance. Le joueur dirige aussi une sorte de chariot de mine, à la manière d'un jeu de course, dans lequel il doit éviter les précipices et les ennemis en sautant, et parfois choisir la bonne direction,.

### Soutien de la famille Kong
Dans sa quête pour reprendre le stock de bananes que King K. Rool et les Kremlings ont dérobé, Donkey Kong est épaulé par sa famille. Tout d'abord, Diddy Kong l'accompagne pour former un duo homogène. En outre, plusieurs membres de la famille Kong apparaissent dans le jeu : Cranky Kong, le grand-père, propose des conseils et amène un côté humoristique dans le jeu tout en critiquant Donkey Kong ; Candy Kong, l'amoureuse de Donkey, propose un système de sauvegarde, et Funky Kong, son cousin surfeur, gère les déplacements à travers les différents mondes grâce à ses tonneaux de téléportation,.

### Modes de jeu
Donkey Kong Country propose trois mode de jeu : un mode solo et deux modes multijoueur, l'un en mode coopératif (Team), et l'autre en mode compétitif (Contest). En mode solo, le joueur enchaîne seul les niveaux du premier vers le dernier. En mode Contest, chaque joueur parcourt les mêmes niveaux avec ses propres personnages et doit les terminer le plus rapidement possible. L'objectif est de terminer le plus de niveaux en un minimum de temps. En mode Team, chaque joueur prend le contrôle d'un des deux personnages et joue en équipe l'un après l'autre, pendant la même partie. Le joueur actif gère la progression dans le jeu avec un personnage, et quand il perd ou si le joueur le décide, le deuxième joueur entre dans la partie,.

### Interface
Dans Donkey Kong Country, la navigation entre les différents mondes et niveaux est gérée grâce à une série de cartes (appelés « écrans cartes »), qui affiche la progression du joueur à travers ces niveaux. Entre chaque niveau, le joueur contrôle le personnage en le faisant se déplacer vers le niveau dans lequel il souhaite jouer. Chaque niveau est représenté sur la carte par une icône, les niveaux non terminés affichent la tête d'un Kremling, et les niveaux ou zones amies sont représentés par des personnages de la famille Kong. Chaque zone de l'île comporte un boss de fin qui doit être vaincu, avant de pouvoir retourner à la carte principale de l'île complète. Il est possible de retourner à la carte d'un monde précédent sans vaincre le boss de fin, grâce à Funky Kong et en utilisant son avion-tonneau. Le joueur peut utiliser cette fonctionnalité pour choisir le monde dans l'écran principal, puis un niveau dans celui-ci.
Pendant le jeu, l'interface n'affiche pas d'informations à l'écran, comme la quantité de bananes récoltées, les lettres ou le nombre de vie restantes. Lorsqu'un item spécifique est ramassé, l'information est brièvement affichée à l'écran.
L'écran de sélection des parties affiche le taux de progression de la partie en pourcentage, le jeu permet d'atteindre 101 % de progression lorsque le joueur l'a terminé et découvert tous les niveaux bonus.

## Développement

### Contexte historique

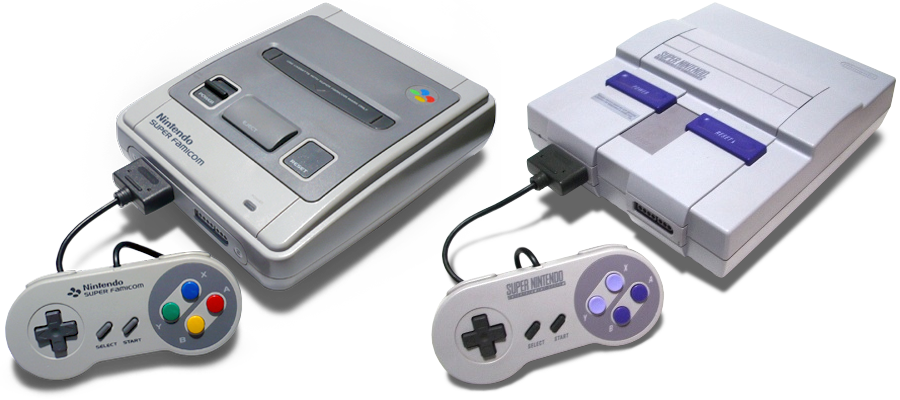
Super Nintendo. Les graphismes sont époustouflants à l'époque de la sortie du jeu, et lorsque Rare présente pour la première fois Donkey Kong Country au CES de 1994, beaucoup d'observateurs croient que le jeu fonctionne sur la future Nintendo 64 et sont émerveillés par les prouesses techniques et les visuels. Mais lorsque Rare annonce que le jeu fonctionne sur Super Nintendo, un grand moment de silence s'empare de l'auditoire, puis après quelques secondes, tout le monde applaudit.

Les origines de Donkey Kong remontent à 1981, lorsque Shigeru Miyamoto crée le jeu d'arcade Donkey Kong inspiré de La Belle et la Bête et du film King Kong de 1933. Le jeu connaît deux suites intitulées Donkey Kong Jr. et Donkey Kong 3, éditées en 1982 et 1983. Les titres totalisent à eux trois plus de 100 000 ventes. La série est également à l'origine du personnage de Mario qui est présent dans divers jeux de celle-ci, comme dans le premier opus sous le nom de « Jumpman ». Plus tard, cinq jeux sortent, notamment sur NES, qui totalisent près de deux millions de ventes, mais aussi un jeu sur Game Boy dans le courant de l'année 1994.
À partir de 1993, le marché du jeu vidéo entre dans une période morose qui va durer trois ans. En septembre 1993, Nintendo rapporte une baisse de 24 % de ses profits. En septembre de l'année suivante, Nintendo subit une nouvelle baisse de 32 % de ses ventes dans le monde. Après une décennie de croissance effrénée, le marché chute. Les recettes de Sega plongent de 64 % l'année précédente, et celles de Nintendo de 41 %, comme la valeur de ses actions qui baisse drastiquement tout au long de l'année. Aucune embellie ne se profile à l'horizon, et selon les observateurs comme Joseh Osha du Baring Securities de Tokyo, Nintendo doit encore faire face à « une mauvaise année à venir ».
Au début des années 1990, Rare est surtout connu pour la série de jeux Battletoads, ainsi que pour quelques jeux plus anecdotiques. Mais l'entreprise est très médiatisée entre 1993 et 1994, tout d'abord pour le jeu Killer Instinct, prétendument prévu sur la Nintendo 64 que Nintendo édite sur Super Nintendo à la surprise générale, mais aussi pour le développement de Donkey Kong Country. Toutefois en 1994, Nintendo n'est pas au mieux de sa forme, ballotté par la concurrence, d'un côté Sega et sa Saturn, et de l'autre Sony et sa PlayStation. Nintendo surprend également les observateurs et les fans, puisqu'à l'époque ils attendent une suite au jeu Super Mario World. C'est pourtant avec son plus vieil héros, créé treize ans plus tôt par Shigeru Miyamoto, que Nintendo tente de se relancer dans la course,.
Aucune image de Donkey Kong Country ni aucune information sur celui-ci ne filtrent avant le Consumer Electronics Show de 1994 se déroulant à Chicago, c'est d'ailleurs la révélation du salon cette année-là. Elle doit être effectuée à la fin de ce salon, et jusque-là, tous les observateurs s'attendent à un jeu sur l'« Ultra 64 », plus tard renommée Nintendo 64. Les images présentées sont alors qualifiées de « spectaculaires » et l'Ultra 64 de « géniale », mais Gregg Mayles raconte : « quand on a annoncé le jeu sur Super Nintendo, il y a eu un grand moment de silence, de stupéfaction, avant que tout le monde ne se mette à applaudir ». Jusqu'aux premières previews, tous les observateurs se demandent pourtant si Donkey Kong Country mérite toutes ces rumeurs et les éloges qui lui sont faites, et si toutes les promesses seront tenues,,. Même en interne, les gens sont bluffés : lors d'une présentation à Minoru Arakawa, alors président de Nintendo of America, celui-ci demande si « tous les jeux 64 bits seront aussi beau », persuadé d'assister à une démonstration sur Ultra 64. Ce à quoi Tony Harman, un développeur, répond : « Non. Ce jeu est pour la Super Nintendo. »

### Genèse du projet
Avant le lancement de la production de Donkey Kong Country, les fondateurs de Rare Tim et Chris Stamper réalisent des programmes expérimentaux sur des stations de travail Silicon Graphics Challenge sur le thème d'un jeu de boxe, sans pour autant dépasser le stade de développement initial. À l'été 1993, des hauts responsables de Nintendo, dont Tony Harman, le directeur des achats et du développement de Nintendo of America, et Genyo Takeda, chargé de la technologie chez Nintendo et ancien directeur de l'IRD, visitent les locaux de Rare situés à Twycross en Angleterre. Les hommes sont impressionnés par les travaux effectués quand ils visionnent une démo du résultat. Le projet met en scène un boxeur dont l'animation se limite à une dizaine de mouvements. Les représentants de Nintendo comprennent que les frères Stamper détiennent quelque chose de révolutionnaire s'ils arrivent à convertir cette technique pour la Super Nintendo. Deux développeurs passent les deux jours suivants à porter la démo sur la Super Nintendo et lorsque le portage peut être visionné, la nouvelle démo, quasiment identique, comporte autant de détails que sur les ordinateurs Challenges. Des employés de Nintendo regardent même sous la table où est posée la Super Nintendo pour vérifier s'il n'y a pas un ordinateur qui fait fonctionner la démo,,.
En réalité, le rapprochement entre Rare et Nintendo n'est pas issu d'une simple visite. Au départ, Nintendo est intéressé par le matériel SGI dont Rare a fait l'acquisition, ce qui en fait un des seuls développeurs de jeux vidéo à l'époque possédant le matériel nécessaire au développement de jeux sur la Nintendo 64. Néanmoins, Tony Harman, soutenu par Genyo Takeda, défend ce projet et Shigeru Miyamoto y est également favorable. Genyo Takeda rentre au Japon et informe le président de Nintendo de l'époque, Hiroshi Yamauchi, d'un accord avec Rare. Après des négociations entre Yamauchi et la direction de Rare, Nintendo acquiert 49 % de l'entreprise anglaise, créant un partenariat qui conduit à la production d'un nouveau jeu utilisant la technologie d'Alias et SGI, et fait de Rare un développeur second party de Nintendo,.
Les frères Stamper expriment alors leur intérêt pour la réalisation d'un jeu basé sur la franchise Donkey Kong, ce que Nintendo autorise. La licence n'a pas été utilisée depuis longtemps, ce qui laisse beaucoup de champ libre et de possibilités pour créer un univers complètement neuf. Rare réunit au départ une équipe de douze personnes pour travailler sur le jeu, et selon le chef de produit Dan Owsen, vingt personnes au total ont travaillé sur Donkey Kong Country sur une période de développement s'étalant sur dix-huit mois, ce qui en fait à l'époque le projet ayant rassemblé le plus de moyens humains chez Rare,.

### Équipe et philosophie de travail
Les frères Stamper ont toujours été passionnés par le côté technique du jeu vidéo. Ils font partie des premiers à utiliser la 3D isométrique dans les jeux Sabre Wulf et Snake Rattle 'n' Roll. Dès les débuts à Ashby Computer Graphics Chris et Tim Stamper sont partout, jusque derrière la fabrication des musiques des jeux. Ils savent développer des jeux, mais s'impliquent également dans la technologie permettant d'y arriver. Lorsque Ashby Computer Graphics devient Ultimate Play the Game, les Stamper gardent la main sur la réalisation et distillent leur science du jeu aux équipes qu'ils forment, ainsi que leur attrait pour la programmation et le matériel, ce qui a pour effet de transmettre de solides bases en la matière. Rare construit son identité et travaille longtemps sur ces bases. L'entreprise réalise un grand nombre de portages, ce qui donne aux développeurs une bonne compréhension technique des plates-formes de Nintendo. Tim Mayles, le frère de Gregg, qui entre chez Rare en 1992, témoigne : « Les Stamper ont toujours été avant-gardistes, toujours à la recherche d'une solution pour briser les carcans ». La base de Rare vient de ce duo qui maîtrise totalement la création de jeux vidéo et qui ne laisse rien au hasard. Par exemple, la version arcade du jeu Killer Instinct est créée de A à Z : le jeu, les logiciels graphiques, les pilotes audio, les PCB... Chris Sutherland, programmeur principal, déclare également : « cette indépendance permet une liberté de création totale ».
Par la suite, ils recrutent plusieurs personnes. David Wise travaille dans un magasin de musique et fait des démonstrations de synthétiseur sur un Yamaha CX5 en jouant ses créations. Chris et Tim Stamper passent dans le magasin et, appréciant ses musiques, lui proposent du travail. Brendan Gunn, embauché par Rare en 1988, est inexpérimenté : il mène des études de mathématiques et de physique à la faculté, mais il ne s'y trouve pas bien et veut créer des jeux vidéo. Il entre finalement chez Rare grâce à un autre étudiant, qui vient d'y obtenir un emploi et lui parle de l'entreprise.
Au début des années 1990, Rare développe entre autres pour Tradewest, Acclaim, EA et Nintendo, et c'est à cette époque que les Stamper font l’acquisition de stations de travail Challenge onéreuses, afin d'être à la pointe de la technologie. Chaque modèle 3D demande beaucoup de temps de calcul et Wise se rappelle qu'ils doivent optimiser le temps de travail. Ils travaillent jusqu'à 23 heures, puis le lendemain matin, les rendus sont parfois prêts. Rare est obligé d'augmenter la puissance électrique du bâtiment où sont situés les locaux de l'entreprise, pour que les nombreuses stations de travail Silicon Graphics puissent fonctionner. L'été, la chaleur produite par les superordinateurs est telle que la température dans les locaux monte à 32,2 °C, ce qui oblige à utiliser de nombreux et gros ventilateurs pour rafraîchir aussi bien le matériel que les développeurs travaillant dessus. Gunn témoigne cependant que l'important est de refroidir les machines plutôt que les hommes.
Chez Rare, les développeurs sont regroupés en équipes, ce qui crée une émulation positive, tant chacune d'entre elles est intéressée par ce que font les autres et veut les surpasser. Il règne une sorte de compétition, une concurrence positive. De plus, les Stamper assurent un soutien aux projets individuels de leurs employés, tout en pratiquant la politique du secret, surnommée « Rare secrecy », ce qui contribue aussi à la nature énigmatique de ces deux frères. Selon Brendan Gunn, l'équipe travaille sur de longues périodes sans contraintes de la part des Stamper. Par la suite, ils s'entretiennent avec chaque développeur pour apporter des critiques nombreuses, mais l'équipe ne sait pas si ces remarques émanent de Rare ou de Nintendo. Ils laissent la possibilité aux employés de développer entièrement leurs idées de la manière dont ils le veulent, même si parfois elles sont abandonnées. Cela procure aux développeurs une impression de pouvoir de décision énorme. Les Stamper privilégient une approche personnelle de chacun de ses membres, afin d'en tirer le meilleur.
Pour Tim Stamper, le résultat du travail des développeurs sur Donkey Kong Country n'est jamais assez bon, et ces derniers doivent recommencer, améliorer et toujours faire plus pour que ce soit encore mieux. Ainsi il arrive à Tim de dire à ses équipes : « C'est bon, allez, faites en plus. Faites-nous de la pluie. Mettez la pluie d'abord en arrière-plan et puis amenez-la à partir des couches jusqu'au premier plan du niveau. Faites un cycle jour-nuit. Faites apparaître la neige ». Les Stamper mettent la juste pression pour arriver à un produit de qualité. David Wise se rappelle : « nous étions en concurrence avec la Mega Drive et nous devions absolument terminer le jeu pour Thanksgiving », ce que confirme Brendan Gunn en déclarant : « Nous avions une pression constante ».

### Aspect technologique
Donkey Kong Country est l'un des premiers jeux de la ludothèque d'une console de jeux vidéo à intégrer des graphismes 3D pré-rendus. Les graphismes sont réalisés avec le logiciel PowerAnimator, qui a notamment servi à réaliser les effets spéciaux de films comme Terminator 2 : Le Jugement dernier ou Jurassic Park,.

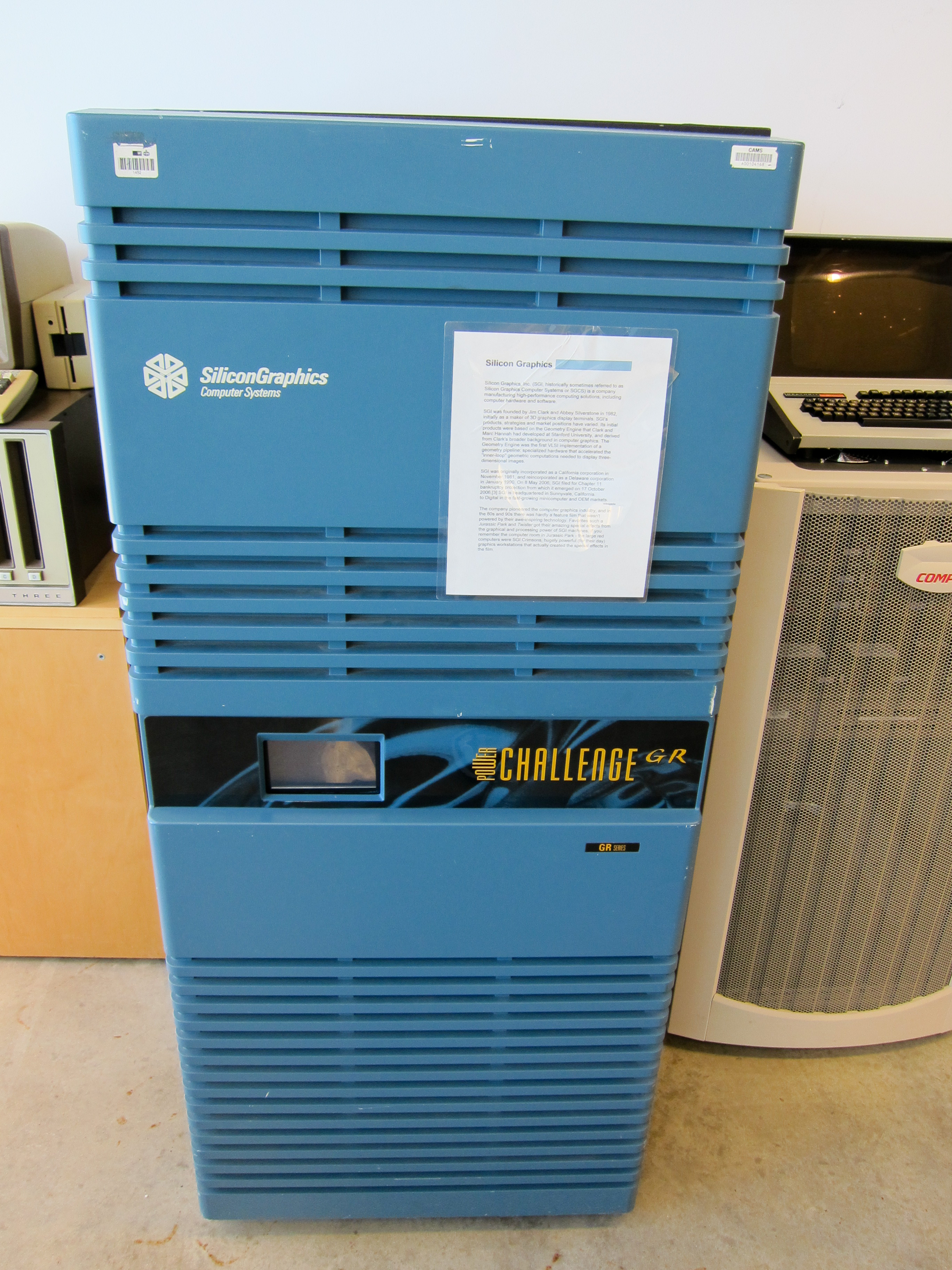
Un superordinateur Power Challenge, de la gamme Challenge, similaire à ceux utilisés par Rare pour développer Donkey Kong Country.

À cette période, beaucoup de jeux vidéo utilisent des graphismes pré-rendus mêlés à des objets 3D. L'utilisation d'images numérisées comme dans Mortal Kombat ou Shaq Fu, consiste à filmer les acteurs et intégrer dans le jeu pour chaque action une image précise. Ceci implique l'impossibilité de retoucher la moindre image et fige donc les possibilités. Tim Stamper explique que l'utilisation d'images numérisées est trop limitée pour un système 16 bits et que le choix d'inclure des images de synthèse s'est imposé de lui-même, tant des images réelles limitent les développeurs et les empêchent de faire tout ce qu'ils désirent,,.
La technique finalement utilisée par Rare est différente. Rare veut conserver toute liberté d'action et aussi s'autoriser la création de mouvements qui sont naturellement impossibles. De plus, la technique avec images numérisées aurait obligé à utiliser un vrai gorille, le faire grimacer et se mouvoir pour le filmer, ce qui aurait été compliqué et cher.
La méthode de travail sur PowerAnimator est simple. La technique consiste à créer des graphismes de très haute qualité sur un matériel performant et à les intégrer dans un deuxième temps, en les affichant dans un système plus modeste. Cette technique est précédemment utilisée dans le jeu Stardust sur Amiga en 1993, puis dans Killer Instinct, développé par Rare et édité quelques semaines avant Donkey Kong Country. Divers tracés sont effectués sur palette graphique afin de réaliser un squelette 3D en fil de fer. PowerAnimator calcule les formes et les volumes de l'objet. L'étape suivante consiste à recouvrir de manière uniforme les surfaces, puis la dernière étape demande de rajouter des textures et si besoin des éclairages. C'est une technique qui permet de gagner énormément de temps, car auparavant, une certaine maîtrise artistique était nécessaire pour dessiner les personnages et les éléments dans tous les angles ou positions nécessaires, et ce, avec les bons éclairages. Chaque élément des graphismes du jeu existe en tant que modèle 3D, puis est intégré (de façon limitée au niveau des actions pour les personnages) dans le jeu pour créer un jeu en deux dimensions.
Tout d'abord, Rare développe sur PC et Mac, mais les développeurs s'aperçoivent que seul le matériel de pointe de Silicon Graphics peut leur permettre de réaliser ce qu'ils veulent. Les développeurs travaillent donc sur des stations de travail Challenge, dont une, aussi imposante que quatre gros réfrigérateurs américains, qui sert de supercalculateur. Rare prend filialement des risques financiers significatifs en faisant l'acquisition de six stations de travail Silicon Graphics onéreuses, mais capables de réaliser ces graphismes. David Wise, le compositeur de Rare de 1985 à 1994, dévoile plus tard le prix pour les stations de travail Silicon Graphics à cette époque, il s’élève à 80 000 livres sterling l'unité,,.
L’acquisition de ces ordinateurs donne à Rare une puissance de calcul phénoménale, ce qui attire l’œil du Ministère de la Défense anglais et le pousse à contrôler la petite entreprise du Leicestershire. Rare est sommé d'expliquer ses activités et de prouver qu'aucun projet militaire n'est en cours, puis obtient finalement l'aval du Ministère de la Défense pour travailler sur ce matériel.
À l'époque, une nouvelle méthode de compression des données développée par Rare permet, sur chaque sprite, pour une empreinte mémoire donnée, d'incorporer plus de détails et d'animations que cela n'avait jamais été possible pour un jeu vidéo Super Nintendo. Cette prouesse permet de mieux capturer les graphismes pré-rendus. Nintendo comme Rare nomment cette technique de création de graphismes de jeu vidéo ACM, pour Advanced Computer Modelling. Tim Stamper plaisante au sujet de cette méthode de compression : « sans cette technologie, il aurait fallu dix-huit ans de travail à un seul homme pour réaliser ce jeu ». Parallèlement, lorsque Nintendo passe un accord avec Silicon Graphics pour développer la « Project Reality », qui change plus tard de nom pour celui de Nintendo 64, Nintendo conclut également un accord avec Alias qui fournit son logiciel et devient l'outil de développement de la Nintendo 64,,,,.
L'autre aspect technologique important du jeu est la qualité des éclairages, qui recréent de façon réaliste la manière dont des lumières brillent sur les objets ou les décors, en même temps que le joueur déplace le personnage.

### Conception
Donkey Kong Country est le premier épisode de Donkey Kong dans lequel Shigeru Miyamoto n'est pas directement impliqué. Donkey Kong Country est crucial pour Rare, et Mayles de son côté, concepteur du jeu, veut en faire un jeu inoubliable. Nintendo est réputé pour être très protecteur avec ses franchises et ses propriétés intellectuelles, Rare s'attend donc à ce que l'entreprise nippone impose beaucoup de protocoles et provoque autant d'interférences, mais Mayles révèle le contraire, et notamment que Nintendo est très occupé à cette époque-là. Nintendo concentre toutes ses capacités de création sur le projet Nintendo 64 en cours de développement, qui utilise une technologie Silicon Graphics. À l'époque, Aladdin qui sort sur Mega Drive, dépasse largement ce qui se fait sur Super Nintendo en termes de graphismes et d'animation, et Nintendo demande à Rare : « Nous voulons que vous fassiez un jeu meilleur qu'Aladdin avec le personnage de Donkey Kong ».
Nintendo fournit à Rare beaucoup de documentations sur les singes, les tonneaux, les caves et de nombreux autres objets, mais Rare ne trouve pas l'inspiration dans tout cela. Le premier scénario écrit par les artistes totalise quinze pages de narration. Par l'origine de son développeur, le jeu distille de tout son long un humour très britannique. Le système de jeu est complètement repensé et différent du jeu original. Le jeu devient un jeu de plates-formes dans lequel Mario disparait, et il n'y a plus de tonneaux qui roulent vers le joueur, puisqu'il incarne maintenant le gorille qui les projette sur ses ennemis. Rare considère que puisque le jeu original est un jeu de plates-formes, DKC peut logiquement être un jeu de plates-formes à défilement horizontal. Rare s'inspire largement des créations de Nintendo pour réaliser Donkey Kong Country. Gunn précise que lorsque l'équipe a un doute, elle se tourne vers Super Mario et The Legend of Zelda pour mieux aborder le problème. Rare a parfois l'impression de copier Nintendo, car les développeurs prennent ce que l'entreprise nippone fait, le pousse au maximum techniquement et graphiquement, pour l'amener dans une direction légèrement différente. David Wise qualifie ce fonctionnement de « rivalité saine » entre Nintendo et Rare. Gregg Mayles estime que Super Mario Bros. 3 est le summum du jeu de plates-formes en deux dimensions. Rare choisit donc ce même type de structure, tout en gardant un maximum de fluidité, afin que les joueurs plus expérimentés puissent finir les niveaux rapidement. De plus, avec les salles bonus et la nécessité de recherche qui en découle, le jeu propose donc de multiples niveaux de jeux. Paradoxalement, une petite animation d'ouverture du jeu montre Donkey Kong qui expulse Cranky Kong (le Donkey Kong original de 1981), puis ce dernier qui dynamite son petit-fils Donkey Kong. La saynète raconte le désir de Rare, que Donkey Kong Country vive pleinement son aventure, sans renier ses origines.
La roulade est également une technique qui participe aussi à accélérer le gameplay. Même si la roulade peut parfois être stoppée par des obstacles par exemple, le joueur peut en enchaîner plusieurs contre les ennemis et accélérer le déplacement du personnage. En outre, si une roulade est effectuée au bord d'un gouffre, le personnage ne tombe pas dans le vide avant la fin de celle-ci et peut même enchaîner un saut, ce qui accélère encore le jeu. Les poutres et les échelles sont abandonnées mais les tonneaux sont conservés en référence aux premiers jeux de la série. Certains niveaux sont inspirés de films, comme le passage dans les cimes d'arbres qui s'inspire des maisons des Ewoks dans Star Wars, épisode VI : Le Retour du Jedi, ou de la traversée des mines avec les chariots inspirée de la scène très ressemblante dans Indiana Jones et le Temple maudit. Gregg Mayles adore l'univers de la piraterie et influence Donkey Kong Country de cette passion. L'île, les lagons, les zones aquatiques, les divers bandeaux sur les yeux des ennemis et le final sur le galion, sont autant d'éléments issus de cet univers cher à ses yeux. Le niveaux des détails de conception de chaque niveau permet au jeu de se démarquer de ses prédécesseurs. Pour concevoir les niveaux, l'équipe crée des séquences de niveaux, des plans et des croquis sur des Post-it, qu'elle peut déplacer et réarranger à son gré. La conception des fonds est une réelle difficulté, que Mayles qualifie de « fléau ». Un simple fond, composé d'éléments uniques en 3D, dépasse la capacité même de la cartouche Super Nintendo. Pour des raisons évidentes de capacité de stockage, les éléments sont judicieusement répétés et placés manuellement un à un pour recréer des décors réalistes. Brendan Gunn dévoile que les écrans cartes sont très simples, car il manque de temps pour réaliser autre chose que ce qui est inclus dans la version finale, notamment le système de lignes droites et de pointillés. Wise explique à ce sujet que même si les développeurs auraient été contents de rajouter des choses, l'équipe a continué à améliorer le jeu et n'a rien pu rajouter de plus, arrivant simplement aux délais ultimes et à la fin de la période de développement.
Rare part à Kyoto au Japon, dans les locaux de Nintendo pour présenter la première version du jeu aux créateurs de la franchise, mais les changements radicaux dans les graphismes ne plaisent pas complètement. Pour Gunpei Yokoi, les graphismes donnent un effet trop 3D. Myamoto, lui, apprécie plus le résultat, même s'il propose des solutions pour améliorer la version de Rare. L'entreprise japonaise demande de réduire drastiquement la difficulté de jeu, car elle veut que le jeu corresponde à un large public et estime que les nombreux secrets inclus dans le jeu constituent des défis assez importants pour contenter les hardcore gamers. Le concepteur Gregg Mayles se charge de rééquilibrer les niveaux de telle sorte que le joueur puisse avancer immédiatement en passant les obstacles, tout en étant aux prises avec des difficultés croissantes. À partir de ce point, le créateur originel, Shigeru Miyamoto, qui n'a par ailleurs pas été impliqué dans le projet, fait également quelques suggestions qui sont intégrées au gameplay, comme « l'attaque de la grosse baffe » que pratique Donkey Kong,.
Dans une interview en février 2014 pour le site Nintendo Life, Brendan Gunn indique l'existence de tensions au sujet du personnage de Donkey Kong. Rare veut moderniser son apparence et lui donner une personnalité différente, mais Shigeru Miyamoto a des idées très arrêtées sur ce à quoi il doit ressembler. Il dessine notamment quelques croquis d'un Donkey Kong plus modernisé. Cependant, le personnage Donkey Kong est finalement entièrement redessiné avec une apparence physique distinctive, en trois dimensions. Donkey Kong est par la suite modélisé au milieu de l'année 1993 par Steve Mayles, suivant les croquis élaborés par Kevin Bayliss. Empruntant la cravate rouge introduite dans le jeu Donkey Kong sorti sur Game Boy en 1994, le personnage redessiné par Kevin Bayliss arbore un nouveau design qui devient le standard utilisé dans la plupart des jeux dans lesquels il figure. Jusqu'au rachat de Rare par Microsoft en 2002, tous les jeux incluant Donkey Kong (Mario Kart 64, Super Smash Bros. et Mario Party) créditent Rare pour l'utilisation du personnage. Afin de créer les mouvements de Donkey Kong, l'équipe de Rare passe des heures au zoo de Twycross à observer et filmer des gorilles. Toutefois, l'équipe estime que dans les rares fois où les gorilles se déplacent, leurs mouvements sont incompatibles avec un jeu vidéo rapide et dynamique. Rare essaye alors des démarches loufoques inspirées du lapin ou de la grenouille, mais les déplacements de Donkey Kong et Diddy Kong sont finalement librement inspirés de l'allure du cheval, après quinze versions différentes avant d'arriver au résultat final,,,,.

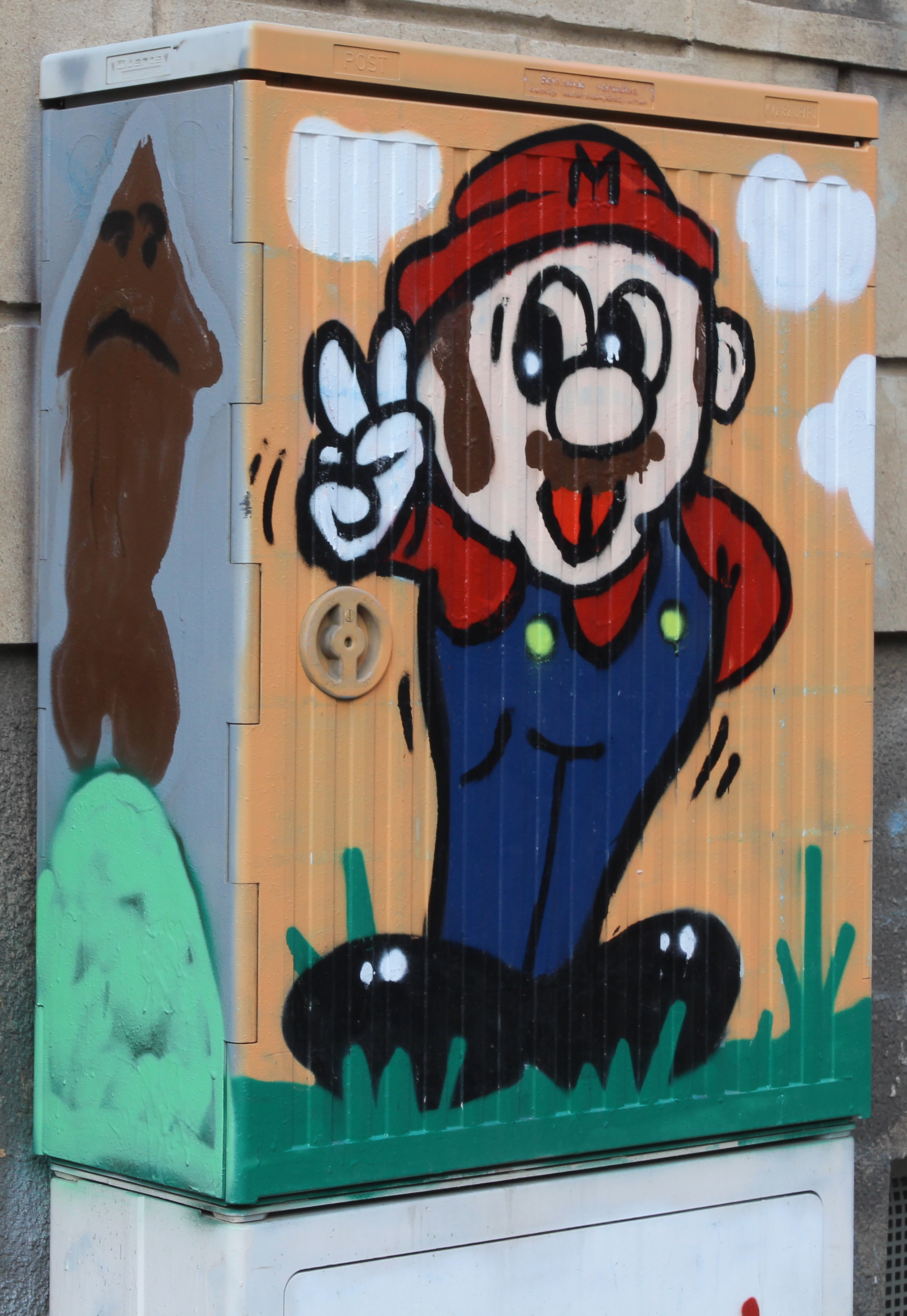
Dessin de Mario. Au départ, Rare pense le deuxième personnage comme une deuxième vie pour Donkey Kong, dans la même veine que la transformation en grand de Mario, afin de ne rien afficher à l'écran. Puis progressivement, le personnage de Diddy Kong apporte plus ses spécificités au système de jeu.

Le choix d'afficher les deux personnages en même temps résulte de plusieurs éléments. Pendant le jeu, l'interface est absente et aucune information n'est affichée en permanence, Rare veut donc conserver cette idée prise très tôt dans le processus de développement du jeu, dans le but de ne pas afficher de barre de vie. Deuxièmement, ce choix est aussi inspiré de Mario et sa transformation qui le fait grandir. Rare pense que le deuxième personnage peut mettre en œuvre ce système. Au fur et à mesure du développement du jeu, le deuxième personnage devient, plutôt qu'un simple mécanisme de jeu, un élément prépondérant du système de jeu apportant ses spécificités. Au départ, le personnage de Diddy Kong n'est pas pensé comme une valeur ajoutée au scénario ou au système de jeu, mais comme une deuxième vie à Donkey Kong. L'influence de ce concept de base se retrouve dans le scénario dans lequel Diddy Kong est le héros incapable de défendre le stock de bananes. Rare pense graphiquement le personnage avec l'intention de proposer une version revue et corrigée de Donkey Kong Jr.. De son côté, Nintendo pense que le modèle créé dénote trop du design original de Donkey Kong Jr., et insiste pour que, soit Rare le retravaille pour le faire davantage ressembler à Donkey Kong Jr., soit qu'ils le présentent comme un nouveau personnage. Gregg Mayles estime qu'un nouveau personnage correspond tout à fait au renouveau de l'univers de Donkey Kong et conserve donc le travail effectué en renommant le personnage. Plusieurs noms hilarants sont proposés, comme Diet DK, DK Lite et Titchy DK. Finalement, Dinky Kong est choisi, mais des contraintes juridiques obligent Rare à choisir le nom de Diddy Kong. D'un autre côté, tous ces noms montrent que Rare pense au départ le second personnage comme la deuxième vie de Donkey Kong. Pourtant, les évolutions apportées et ses spécificités en font finalement un élément additionnel au gameplay,. Tous les personnages de singes sont des versions déformées de Donkey Kong, les développeurs utilisant ce modèle en étirant et modifiant ses traits, comme ceux de la bouche.
La plupart des jeux de plates-formes proposent des bonus disséminés dans les niveaux. Rare veut rajouter quelque chose de particulier au jeu, plutôt que de proposer de simples bonus très classiques, sans pour autant s'éloigner de l'idée de les ramasser simplement. En travaillant sur l'idée que Donkey Kong soit accompagné d'un ami, Rare parvient à la création d'animaux qui apportent des capacités supplémentaires aux personnages. Ces animaux arrivent dès le début de la phase de conception. Kevin Bayliss crée Rambi le rhinocéros, et l'équipe trouve l'idée amusante et décide d'en créer d'autres. Rare demande à ses employés de dessiner toutes les idées qui leur passent par la tête. Un grand nombre de concepts sont créés et certains ne seront jamais utilisés. Gregg Mayles veut inclure une girafe pour que Donkey Kong puisse s'agripper et monter à son cou, mais la grenouille lui est préférée. Malgré plusieurs tentatives, il n'arrivera jamais à l'intégrer au système de jeu de Donkey Kong Country.
Les Kremlings, ennemis de Donkey Kong Country, sont initialement des personnages créés pour un jeu que Rare développe à l'époque, mais sont finalement inclus dans DKC, le jeu étant, lui, abandonné.

## Bande son
David Wise compose la majorité de la musique de Donkey Kong Country, Eveline Fischer et Robin Beanland créent également une poignée de morceaux. Wise commence sa carrière en créant des musiques de jeux vidéo en tant que compositeur indépendant. Au départ, il est persuadé que la musique qu'il compose pour Donkey Kong Country sera plus tard remplacée par celle d'un compositeur japonais, comprenant l'importance de la licence pour Nintendo. Néanmoins, Rare lui demande d'enregistrer trois démos de mélodie sur le thème de la jungle, qui sont plus tard réunies et deviennent DK Island Swing. Wise déclare : « je suppose que quelqu'un a pensé que ma musique était adaptée, étant donné qu'ils m'ont offert un poste à plein temps chez Rare ». Il confie également : « le morceau est envoyé à Nintendo, qui a dû apprécier », puisque la firme nippone confie à Rare la réalisation complète de la bande sonore. Wise emprunte et adapte le morceau de Beanland, issu du jeu Killer Instinct,.
Donkey Kong Country est réputé pour ses musiques d'ambiance, mélangeant des sons issus de milieux naturels avec une mélodique proéminente et des accompagnements de percussions. La bande-son est composée d'une large variété de styles musicaux, qui essaient d'être évocateurs de l'environnement dans lesquels ils apparaissent. Les musiques varient donc en fonction des lieux où se déroule chaque niveau, par exemple, une jungle d'inspiration africaine, des cavernes, des récifs océaniques, des paysages enneigés ou une usine. Pour ses créations dans Donkey Kong Country, Wise est influencé par plusieurs styles et musiciens, comme les travaux de Koji Kondo dans les jeux Mario et Zelda, la musique de Tim et Geoff Follin du jeu Plok, les bandes son avec synthétiseur des films des années 1980 et beaucoup de musique rock et dance de cette même époque. Il déclare également qu'il voulait que la musique produite par la puce sonore SPC700 de la Super Nintendo rende des sonorités similaires au Korg Wavestation, mais compose finalement plus de musique lui-même. Wise est bien conscient qu'au moment où Rare développe le jeu, les consoles avec lecteur de CD-ROM sont au début de leur démocratisation, mais il doit faire avec les capacités de la Super Nintendo et son support cartouche. Il essaie d'optimiser les capacités de sa puce sonore, qui joue des échantillons sur huit canaux, et ne dispose que de 64 ko de mémoire. Gunn a permis de libérer de l'espace : tous les sons sont codés à la main ce qui a finalement créé un gain de place. Mayles déclare à ce sujet que c'est dans la difficulté que les développeurs trouvent des solutions et tirent totalement parti d'un matériel, même s'il est limité. Le tournant majeur de la réalisation des musiques est Aquatic Ambiance : pour la réaliser, Wise tente d'émuler la technique du Wave sequensing du Korg Wavestation. Le titre répète des plages planantes avec des fondus qui ne donnent jamais l'impression de recommencer. Wise utilise différents micros afin d'enregistrer toute une gamme d'instruments, dans le but de les reproduire et les synthétiser plus fidèlement. Dans une interview, Wise confirme que chez Rare, les équipes de développement sont séparées, et c'est également vrai pour les musiques, car Wise n'a de contact qu'avec Tim Spamter. Wise se rend également au zoo pour essayer d'enregistrer des sons des gorilles, mais ils sont silencieux, sauf au moment des repas. Malheureusement, c'est tout le zoo qui se réveille à ce moment de la journée, et aucun bruitage ne peut finalement être intégré au jeu. Selon Wise, Mark Betteridge, un ancien employé de Rare, aurait enregistré quelques sons, car à l'époque il imitait les singes à la perfection,,,,.

Logo de la bande originale DK Jamz.

La bande originale de Donkey Kong Country est commercialisée en cassette audio et CD sous le titre DK Jamz. Elle est distribuée en tant qu'objet publicitaire à la presse et aux détaillants en novembre 1994, puis commercialisée en mars 1995. DK Jamz est composée de 50 pistes, cependant les pistes 24 à 48 sont muettes et les deux dernières sont des morceaux cachés.
Au Japon, la bande originale est commercialisée sous le titre Super Donkey Kong: Original Sound Version, puis Super Donkey Kong: Game Music CD - Jungle Fantasy,.
Donkey Kong Country: Go Ape! est un CD promotionnel livré avec les premières cartouches du jeu vendues (consultez la section correspondante).

## Commercialisation

Logo de Super Donkey Kong, la version japonaise de Donkey Kong Country.

### Stratégie marketing
Nintendo considère Donkey Kong Country comme l'arme absolue qui va lui permettre de reprendre le dessus sur Sega. C'est pour cette raison que Nintendo y consacre un budget publicitaire, qualifié par les spécialistes « de plus gros budget de l'histoire du jeu vidéo » de l'époque, et veut faire du jeu l’événement médiatique de l'année 1994 et en outre une vitrine technologique de sa Super Nintendo. Nintendo décide également d'en faire un jeu très bon marché, malgré le coût élevé des cartouches vierges, comme celui du développement du jeu.
Donkey Kong Country sort le 21 novembre 1994 en Amérique du Nord. Nintendo ne choisit pas cette date au hasard, puisque lancer le jeu le même jour que celui de la sortie du 32X (l'extension matérielle de la Mega Drive) en Amérique du Nord est un choix délibéré de la part de Nintendo. Cette décision s’inscrit dans un plan de communication, dans lequel Nintendo veut faire comprendre que là où Sega propose du matériel nouveau pour mettre fin à sa console 16 bits, Nintendo, lui, propose un nouveau jeu avec des visuels inédits, d'autant plus que le jeu n'utilise pas de puce Super FX comme le fait Star Wing.
Dans le cadre d'une campagne marketing lancée par Nintendo, une vidéo au format VHS intitulée Donkey Kong Country: Exposed est envoyée à chaque abonné au magazine spécialisé dans le jeu vidéo Nintendo Power (Nintendo Player en France). Animé par le comédien Josh Wolf, le documentaire présente une visite rapide des locaux de Nintendo of America à Redmond dans l'état de Washington et une vidéo du jeu au stade final de développement. Plusieurs testeurs de jeux proposent des astuces pour accéder aux niveaux bonus et passer des difficultés tout au long du jeu. Plusieurs interviews vantent le niveau de complexité des graphismes, qui sont présentés comme révolutionnaires sur une plate-forme de jeux vidéo à l'époque. Une séquence à la fin de la vidéo rappelle que le jeu est uniquement disponible sur la console 16 bits de Nintendo et pas sur les consoles concurrentes (Sega 32X ou Mega-CD) qui se vantent pourtant de leur puissance de calcul plus importante,,.
Le message de Nintendo envoyé aux consommateurs est clair : avec la Super Nintendo, pas besoin d'extension onéreuse ou de mise à jour pour obtenir les mêmes prouesses que la concurrence.

### Publicité et communication
Nintendo of America établit un partenariat avec Kellogg's pour lancer une campagne promotionnelle qui débute à la sortie du jeu et se termine en avril 1995. Dans chaque emballage de céréales Kellogg's sont inclus des images publicitaires Donkey Kong Country et des bons de réduction. En 1995, Nintendo développe également des jouets et des flippers (jouets), une adaptation en dessin animé est réalisée et un menu McDonald's à l'effigie de Donkey Kong est envisagé,.
Nintendo distribue un CD intitulé Donkey Kong Country: Go Ape! avec les premières cartouches vendues. C’est une compilation de huit titres d'artistes pop rock comme Oasis ou Radiohead, qui n'a rien à voir avec la bande son du jeu et qui est censée donner envie de jouer au jeu.
Dans le cadre de sa campagne de communication, Nintendo met en place une compétition de jeux vidéo appelée Nintendo Powerfest' 94 (ou simplement Powerfest' 94). Un des jeux utilisés est une version modifiée de Donkey Kong Country, avec des zones supprimées et un gameplay plus rapide, dont le but est de collecter le maximum de bananes en cinq minutes de jeu. Le jeu affiche maintenant un timer, qui freeze lorsque le décompte arrive à zéro. La première partie du championnat se déroule chez les détaillants en Amérique du Nord, puis les joueurs sélectionnés jouent lors du Nintendo World Championships à San Diego. Ces cartouches appelées Donkey Kong Country: Competition Cartridge sont également utilisées l'année suivante, lors d'une autre compétition appelée Blockbuster World Videogame Championship II. Après la compétition, Nintendo vend les 2 500 cartouches fabriquées aux abonnés du magazine Nintendo Power. À la fin de l'année 2007, une cartouche se vend aux enchères sur le site web eBay à plus de 700 dollars,,,,.
À partir de 1995, plusieurs romans inspirés du jeu sont publiés sous les titres Donkey Kong Country, Donkey Kong Country: Rumble in the Jungle (1996), Donkey Kong Country: Rescue on Crocodile Isle (1997). Plus tard, le jeu est commercialisé dans une offre groupée avec la console Super Nintendo. Le jeu est également réédité à partir de 1997 sous le label Player's Choice,,.

## Accueil

### Critiques de la version originale
L'accueil de Donkey Kong Country par la presse spécialisée lors de sa sortie en novembre 1994 est une très grande réussite, le jeu reçoit à l'époque des louanges de la part des critiques, comme lors des rééditions du titre ou des rétrospectives qui lui sont consacrées, dans lesquelles il est également encensé. En mars 2016, DKC totalise une note moyenne de 88.94 % dans l'agrégateur de note GameRankings. Beaucoup de critiques considèrent que Donkey Kong Country a sauvé la Super Nintendo de l'influence grandissante de sa concurrente la PlayStation de Sony ou de la popularité naissante de la série Sonic de Sega. Donkey Kong Country permet également à Nintendo, alors en perte de vitesse, de reprendre la moitié du marché américain.
Donkey Kong Country est acclamé par la presse lors de sa sortie et reçoit des critiques dithyrambiques de la part des observateurs, qui évoquent par exemple l'« immensité d'un jeu » « sublissime » et « somptueux » — « un jeu qui devrait à coup sûr marquer l'année 1994, mais aussi toute l'histoire du jeu vidéo » —, qui « fourmille d'idées aussi novatrices que loufoques »,,,. Le journaliste de Player One ironise en disant « je ne vois pas pourquoi tout le monde s'extasie sur cette cartouche [...], à moins que les gens craquent sur les graphismes (fabuleux), la musique (excellente) et la jouabilité (parfaite) ».
Le magazine Joystick relève les graphismes créés sur le matériel Silicon Graphics, puis pré-rendus sur la Super Nintendo, et les qualifie de « résultat déconcertant de beauté ». Les journalistes de Joypad Trazom et Judge Dredd remarquent la qualité exceptionnelle des visuels, et jugent des « graphismes d'une qualité sans précédent [..], laissant le joueur béat d'admiration ». Ils s’étonnent de la taille de la cartouche qui est de 32 mégas, qui présente des graphismes superbes sans bugs et sans ralentissements, alors qu'un « vulgaire jeu comme Super Street sur Mega Drive » en a besoin de 40. Ils regrettent cependant l'absence de mode 7. Player One évoque les graphismes « incroyables » avec des sprites dotés d'un relief inégalé. Nintendo Player considère les animations comme les graphismes « époustouflants » et remarque les effets et les variations météorologiques, mais aussi des éclairages novateurs. Les graphismes sont d'une finesse inégalée sur une console 16 bits et un nombre « incroyable » d'animations ont été mises en place pour chaque personnage, même si l'affichage des personnages en 3D est limité à deux dimensions. Next Generation et Nintendo Power qualifient également les graphismes de jamais vus sur une console,.
Concernant le système de jeu, Trazom critique la linéarité du jeu, mais qualifie la maniabilité d'idéale, synonyme de maîtrise complète des capacités des personnages. Player One relève une jouabilité « béton », des niveaux variés avec des idées nombreuses et beaucoup de passages secrets, et une difficulté adaptée. Pour eux, les tonneaux ont une place de choix dans le système de jeu,. Le magazine Nintendo Player voit des similitudes entre DKC et Super Mario World, notamment les sons, les musiques, certains passages secrets et les animaux qui servent de montures à la manière de Yoshi. Nintendo Player remarque aussi tous les détails, les gags et les pointes humoristiques placées çà et là par les développeurs. La difficulté du jeu n'est pas tellement élevée, même si certains passages sont ardus, mais en tout cas, la difficulté est progressive. Le journaliste de Nintendo Power considère comme négatif les innombrables secrets que parfois certains joueurs manquent et en cela, laissent croire que la durée de vie du jeu est plus courte qu'elle ne l'est réellement. Les journalistes de Power Play ont un avis mitigé : Ils jugent les bonus décevants et voient plus de travail sur les graphismes superbes que sur la conception des niveaux, même si finalement, DKC est un bon jeu qui apporte tout ce qu'on peut attendre de celui-ci. Les premiers niveaux sont parfois décevants, notamment les passages nécessitant des sauts. Ils détectent également quelques mécanismes de jeux de plates-formes déjà connus depuis longtemps et ne voient pas dans le jeu les marqueurs habituels des jeux sortant des studios de développement de Nintendo. Pourtant, les journalistes d'Electronic Gaming Monthly voient en Donkey Kong Country un jeu de la qualité de Mario avec de meilleurs graphismes.
Elwood de Player One fait remarquer que le jeu bénéficie de la notoriété du personnage déjà existant, alors qu'un jeu comme Earthworm Jim est tout aussi « fabuleux », mais certains joueurs vont passer à côté. Pour Nintendo Player, un des seuls défauts du jeu, c'est la présence gênante du personnage passif qui suit en permanence celui qui est actif, et qui apporte de la confusion. Selon GamePro, les personnages sont « fantastiques » avec des détails superbes comme les mouvements de la cravate de Donkey Kong, ou quand Diddy Kong enlève sa casquette.
Trazom et Judge Dredd qualifient les musiques d’entraînantes, variées et inlassables, mais jugent la qualité des bruitages des ennemis en deçà de ceux des protagonistes. Milouse, le journaliste de Player One remarque des musiques « sublimes et inédites ». Les journalistes de Power Play qui apprécient moyennement le jeu, estiment la bande son de belle à écoutable. GamePro qualifie également la bande son de géniale mais pas parfaite. Le thème principal n'est pas inoubliable, mais un bon nombre d'effets sonores sont de qualité, comme les hurlements des gorilles ou les tam-tams.
Par ailleurs, Shigeru Miyamoto, le créateur de Donkey Kong, aurait notamment critiqué le jeu, précisément le niveau médiocre de son gameplay, mais aussi déclaré que « Donkey Kong Country est la preuve que les joueurs américains achèteront n'importe quoi tant que c'est simplement beau »,. Pourtant, lors de la sortie de Donkey Kong Country Returns en 2010, il remet en cause les rumeurs laissant croire qu'il n'aime pas le jeu et exprime son attrait pour celui-ci. Pour Gregg Mayles, développeur du jeu, Diddy's Kong Quest est meilleur que Donkey Kong Country, car Rare y a inclus plus des complexités que Mario a su intégrer au fur et à mesure de ses épisodes, tout en gardant le leitmotiv original, un jeu fluide rapide et fun.

### Critiques des rééditions sur console portable

#### Game Boy Color
La version Game Boy Color de Donkey Kong Country est très bien accueillie et même si la plate-forme impose quelques restrictions au titre, la conversion réalisée par Rare est jugée réussie,,.
Pour le site web Jeuxvideo.com, le portage sur Game Boy Color reste fidèle, même si la plate-forme impose quelques contraintes au jeu. Il conserve l'architecture des niveaux et intègre une palette de couleurs proche de l'original. Les visuels sont bien sûr différents, mais le jeu est « reconnaissable d'un seul coup d’œil ». Le journaliste est surpris par la qualité du portage des musiques, mais n'apprécie pas les bruitages. Il trouve la fluidité du jeu très bonne, mais regrette cependant que les personnages principaux ne bénéficient pas de meilleurs graphismes. Il note une nouvelle composante de type die and retry : la largeur de l'écran empêchant de voir certains obstacles éloignés, cela oblige le joueur à se lancer sans savoir où il avance, et à devoir apprendre par cœur le niveau pour survivre. Le journaliste Usul du site web Gamekult livre la même analyse, relevant des graphismes un peu moins attrayants, mais une conversion réussie. Il note un gameplay identique, et l'ajout de quelques bonus. Il regrette l'absence de niveaux inédits, alors que le jeu propose un atelier d’impression aux seuls possesseurs de l'imprimante Game Boy. Pour le journaliste Frank Provo du site web GameSpot, le portage est un accomplissement peut-être plus important que la réalisation du jeu original sur Super Nintendo, mais pourtant, le jeu ne peut pas pour lui être qualifié de portage parfait, car il voit que la neige qui tombe ou l'éclairage translucide ont été omis, et remarque l'absence de défilement parallaxe. Les ambiances sonores sont bien retranscrites, mais leur impact est diminué par la qualité restreinte que permet les capacités de la Game Boy Color. Comme le site Jeuxvideo.com, il estime que les bruitages sont moyens, de qualité inférieure à certains jeux sortis un peu plus tard.

#### Game Boy Advance
Gregg Mayles s'exprime sur le portage de Donkey Kong Country et précise qu'il s'agit toujours d'une pratique compliquée. Toutefois, pour lui, si un jeu est porté à l'identique, les défauts sont mis en avant, alors que si le portage est une adaptation, ses spécificités sont également retenues. Justement, il considère la version Game Boy Advance comme un portage décent, par rapport aux capacités limitées de la plate-forme. Le jeu est plutôt bien accueilli par la presse spécialisée, mais fait objet de quelques critiques, malgré des notes assez bonnes. Les journalistes notent un portage fidèle, avec des graphismes de qualité inférieure à l'original que Nintendo aurait pu améliorer, et critiquent la durée de vie du jeu, les mini-jeux et les divers ajouts,,,.

Game Boy Advance. Pour Gregg Mayles, concepteur du jeu, la version Game Boy Advance est le portage le plus décent.

Pour le journaliste Matt du magazine Game Informer, la version Game Boy Advance est un portage fidèle du jeu Super Nintendo qui démontre que les graphismes pré-rendus n'ont pas pris une ride. Il précise qu'ils sont, l'un comme l'autre, des jeux de plates-formes qui n'ont pas un niveau extrême de difficulté, mais précise quand même qu'il trouve bienvenue la possibilité de sauvegarder au milieu d'un niveau. Il critique sévèrement les nouveaux mini-jeux inclus, mais pour lui, la qualité générale du jeu permet d'occulter ces petits problèmes. Pour le journaliste Fennec Fox du magazine GamePro, le jeu en multijoueur à deux en coopération est fun, surtout si les joueurs recherchent toutes les salles secrètes. Selon lui, la recherche des photos cachées est ennuyeuse et comme Matt, il critique les mini-jeux qu'il décrit comme semblant rajoutés à la dernière minute. Il juge par contre que les graphismes ne sont pas vraiment au niveau de l'original. Malgré les critiques, DKC reste pour lui un jeu addictif, et meilleur que 90 % des jeux disponibles sur Game Boy Advance. Le journaliste Tom Bramwell du site web Eurogamer remarque des graphismes peut-être dépassés en 2003, mais qui rendent très bien sur Game Boy Advance et qui, s'ils sont moins bons que sur Super Nintendo (notamment à cause des fonds fixes), y sont similaires et fournis de nombreux détails. Jeux vidéo Magazine constate l'utilisation d'« une palette de couleurs légèrement plus pauvre ». Le seul changement important dans le système de jeu est pour lui le découpage des niveaux en portions, mais il apprécie l'ajout du point d'exclamation qui s'affiche à l'écran lorsque le niveau est terminé à 100 %, qui facilite grandement la recherche des secrets. Il regrette que, comme dans la version originale, le jeu ait une durée de vie assez courte.

### Critiques des rééditions en version dématérialisée
Donkey Kong Country, proposé en téléchargement dans sa forme originale sur Wii et Wii U, est très bien accueilli par la presse spécialisée. Les graphismes sont beaux, mais ne sont plus jugés époustouflants, comme ce fut le cas à l'époque. Le système de jeu, sans défaut, procure une expérience de jeu superbe, et place le jeu parmi les meilleurs jeux de plates-formes,,,.

### Récompenses et distinctions
Donkey Kong Country est récompensé du titre de « meilleur exploit graphique » par le magazine GamePro lors du CES de 1994. Le jeu est récompensé en 1994 par Electronic Gaming Monthly du titre de meilleur jeu Super NES, de la meilleure animation, du meilleur duo de jeu vidéo et du jeu de l'année. Il est le seul jeu vidéo à figurer dans le top 10 des meilleurs produits du magazine Time en 1994. Il est classé 90e meilleur jeu sur un système Nintendo en 2006 dans le Top 200 Games List de Nintendo Power. Le jeu reçoit également de la part de Nintendo Power le titre du meilleur jeu de l'année entière et deux fois la distinction Kid's Choice pour le meilleur jeu de l'année 1994 et 1995. En septembre 2017, le site français Jeuxvideo.com le classe 45e meilleur jeu de tous les temps. En décembre 2018, Jeuxvideo.com le désigne 6e de son top 10 des meilleurs jeux sur Super Nintendo.
Cependant, DKC est classé en 2005 deuxième dans le top 10 des jeux les plus surévalués de tous les temps par le site web 1UP.com, et neuvième dans le top 25 des jeux les plus surévalués de tous les temps par le site web GameSpy.

### Ventes
Lors de la sortie du jeu, les prévisions de Nintendo pour l'Amérique du Nord sont d'écouler 2 millions de copies. Le succès financier de Donkey Kong Country permet à Nintendo de conserver des chiffres de ventes records au moment où les consoles nouvelle génération comme la PlayStation et la Saturn sont commercialisées. Les 6 millions de ventes pendant la période des fêtes qui suit sa sortie (selon le site web IGN) sont une grande réussite comparées aux 4 millions de ventes de Sonic the Hedgehog sur Mega Drive, une des meilleures ventes de Sega sur cette plate-forme, et sa suite, qui s'est écoulée à 6 millions d'exemplaires. Selon Daniel Ichbiah qui écrit l'ouvrage La Saga des jeux vidéo 6e édition en 2017, Donkey Kong Country s'est vendu à 6,1 millions d'exemplaires les quarante-cinq derniers jours de l'année 1994, ce qui en fait un record de rapidité. Selon Steven L. Kent qui écrit en 2001 l'ouvrage The Ultimate History of Video Games: The Story Behind the Craze that Touched our Lives and Changed the World, Donkey Kong Country s'est écoulé à 9 millions d'exemplaires. Dans un article pour le site web Nintendo Life, Damien McFerran, qui travaille aussi pour des sites web spécialisés dans le jeu vidéo et le numérique comme IGN, Eurogamer, Pocket Gamer, ou Macworld, rapporte également le chiffre final de 9 millions de ventes, ce qui place DKC à la deuxième place des meilleures ventes de jeu Super Nintendo. Donkey Kong Country devient ainsi une des meilleures ventes sur Super Nintendo et sur console 16 bits. Concernant le Japon, le magazine Famitsu publie en décembre 2000 les chiffres de ventes toutes consoles confondues depuis la création des jeux vidéo, et Donkey Kong Country se place à la dix-huitième place avec 3 millions d’unités écoulées.

## Postérité

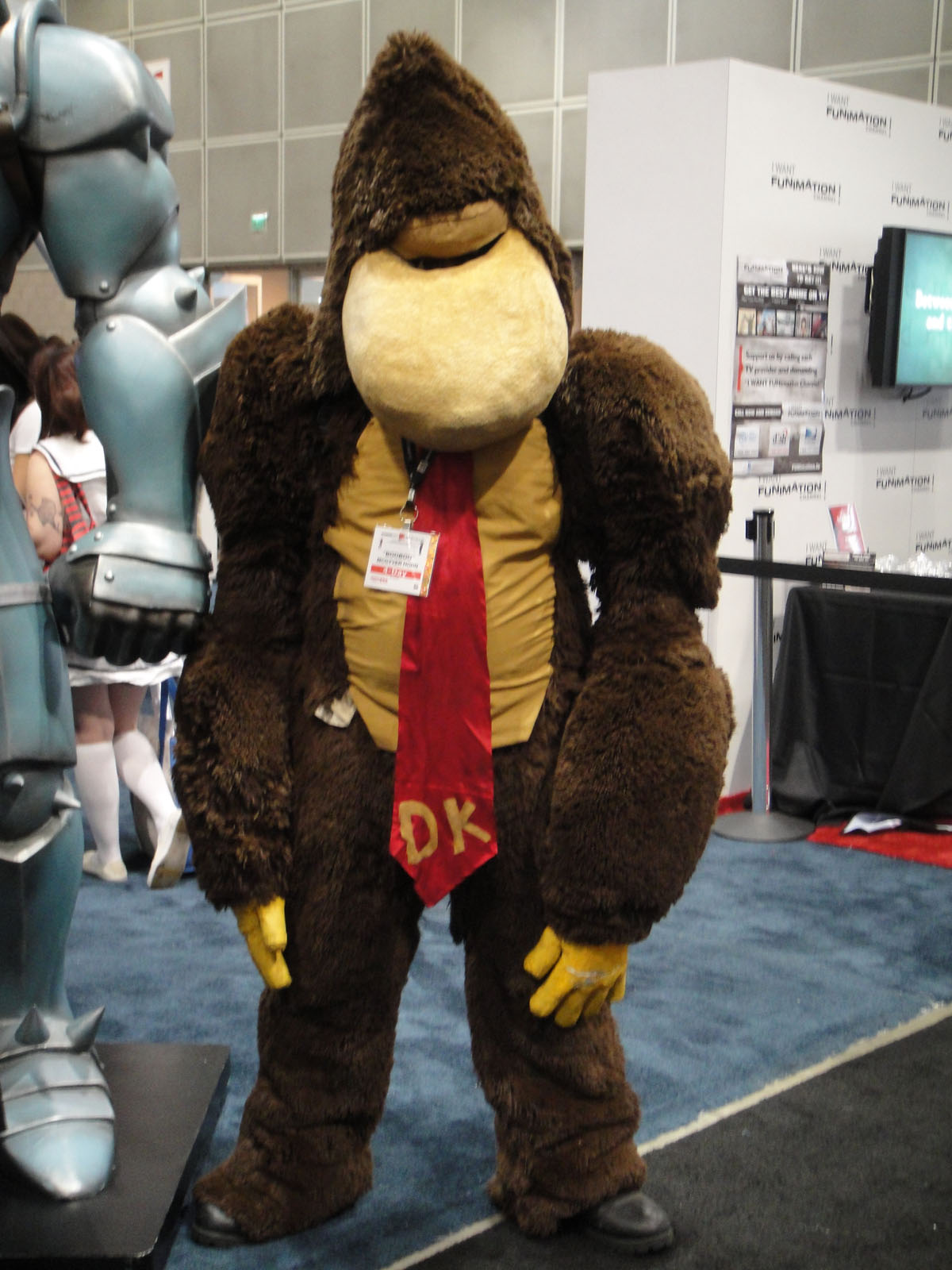
Cosplay de Donkey Kong. Le nouveau personnage et Donkey Kong Country redonnent un élan à la série Nintendo endormie.

### Le renouveau de Nintendo
La sortie de Donkey Kong Country fin novembre 1994 dénote complètement avec la morosité de l'industrie vidéoludique du moment. Après trois fêtes de fin d'année dominées par Sega, Nintendo tient enfin le plus gros jeu de l'année. Sega domine encore Nintendo sur le total des ventes pour les vacances de la fin de l'année 1994, cependant les 500 000 cartouches que Nintendo livre en Amérique du Nord sont quasiment toutes vendues en pré-commande et le reste s'écoule en une semaine. La rupture de stock inévitable pousse les détaillants à accuser Nintendo d'avoir délibérément produit le jeu en quantité insuffisante pour faire augmenter la demande. Alors que tous les acteurs du marché abandonnent les systèmes 16 bits soi-disant dépassés pour lancer des plates-formes 32 bits avec lecteur de CD-ROM, DKC devient le succès de la fin de l'année 1994, et ce, sur Super Nintendo, un système 16 bits. Ainsi, grâce à Donkey Kong Country, Nintendo peut s'affirmer et redevenir le numéro un du jeu vidéo de l'époque,.
Les ventes exceptionnelles de Donkey Kong Country, plus de neuf millions d'unités, établissent des records sur Super Nintendo, ce qui donne une position de domination à la firme japonaise durant les dernières années de la génération des systèmes 16 bits. Si elles ne mettent pas fin à la concurrence, elles sonnent le glas de la Jaguar et de la 3DO, et réussissent à convaincre les consommateurs que les nouveaux systèmes 32 bits n'ont finalement peu à offrir de plus qu'une Super Nintendo.

### Le renouveau de la sérieDonkey Kong
Donkey Kong est un personnage vieillissant, né en même temps que l'industrie vidéoludique, mais qui est resté longtemps dans l'ombre de Mario, qui a pris, lui, un essor impressionnant. Cependant, Rare réussit à donner à Donkey Kong une identité propre et le succès sans précédent du jeu lui confère le statut d'un des meilleurs développeurs de jeux vidéo du monde,, Donkey Kong Country faisant même de Rare le premier développeur second party de Nintendo. Ce jeu constitue l'épisode fondateur du renouveau de la licence Donkey Kong, et la plupart des éléments du système de jeu et de l'univers, comme les bananes, les tonneaux, les niveaux bonus, les Kremlins, la famille Kong et K. Rool apparaissent dans les jeux suivants de la licence. Le nouveau design du personnage de Donkey Kong devient donc le standard utilisé pour toutes ses apparitions dans d'autres jeux, comme les séries Super Smash Bros. ou Mario Kart. Pour le magazine Pix'n Love, Donkey Kong Country est un jeu aux lectures diverses, mais ce qui le caractérise, c'est son cachet si typique estampillé « Rare ». Le partenariat entre Nintendo et Rare accouche d'une trilogie à succès et de plusieurs jeux célèbres comme Banjo-Kazooie. Cependant, l'aventure Rare s'arrête en 2002 avec son rachat par Microsoft.
Rare laisse un héritage important à la série Donkey Kong Country grâce à la multitude de déclinaisons des personnages de la famille Kong, qui supplantent même le personnage de Donkey Kong. Donkey Kong est complètement redesigné, mais n’apparaît paradoxalement que dans le premier des trois opus de la série. Diddy Kong, pensé d'abord comme un mini Donkey et sa deuxième vie puis comme une mise à jour de Donkey Kong Jr., apparaît dans une multitude de jeux, comme Diddy Kong Racing. Ces personnages apparaissent également dans d'autres séries de Nintendo comme Mario Kart, Super Smash Bros. ou les jeux de sport Mario.

### Suites directes
La popularité de Donkey Kong Country permet de créer sa propre série sur console de salon, composée de plusieurs suites à succès. Chaque épisode de la trilogie Rare Donkey Kong Country se distingue par des éléments singuliers propres à chacun, une ambiance et un style uniques et facilement reconnaissables, même si les mécanismes de jeu sont communs à tous les épisodes. En 1995, Donkey Kong Country 2: Diddy's Kong Quest met en scène Diddy Kong et le nouveau personnage Dixie Kong, sa copine. Le jeu reprend le même système de jeu avec quelques nouveautés comme la possibilité de tuer des ennemis avec les animaux et d'accéder à des zones en lançant l'un ou l'autre des personnages. Le jeu introduit des easter eggs qui demandent beaucoup de méticulosité et de recherche, ce qui augmente la durée de vie du jeu. Donkey Kong Country 3: Dixie Kong's Double Trouble! est le dernier épisode qui sort en 1996 et qui met en scène Dixie Kong et son cousin Kiddy Kong, un nouveau personnage. Le jeu reprend toujours les mêmes mécanismes en apportant quelques nouveautés comme des quêtes secondaires, et l'importance des phases de recherche. Alors que Diddy's Kong Quest est acclamé par la critique, Dixie Kong's Double Trouble! est lui considéré comme décevant comparé à ses aînés.

### Adaptation:Donkey Kong Land
Donkey Kong Land est l'adaptation du jeu vidéo Donkey Kong Country sur la console portable Game Boy éditée en juin 1995, qui donne naissance à sa propre série dérivée composée de trois titres (avec Donkey Kong Land 2 et III). Le jeu est également disponible en téléchargement sur la console virtuelle de la Nintendo 3DS depuis le 16 octobre 2014,.
Le scénario, qui se déroule juste après les évènements de Donkey Kong Country, met en scène Donkey Kong, Diddy Kong et Cranky Kong. Fou de jalousie, ce dernier taquine le duo en prétextant que le succès du jeu est uniquement dû aux graphismes superbes et au son de qualité, mais ils lui répondent au contraire que c'est grâce à la qualité du gameplay. Cranky Kong leur lance le défi de le refaire et le duo accepte. Il leur annonce que, dans un jour, il préviendra King K. Rool pour qu'il vienne dérober le stock de bananes. C'est ainsi que Donkey Kong et Diddy Kong repartent à l'aventure sur les mêmes chemins pour prouver à Cranky Kong ce dont ils sont capables,.

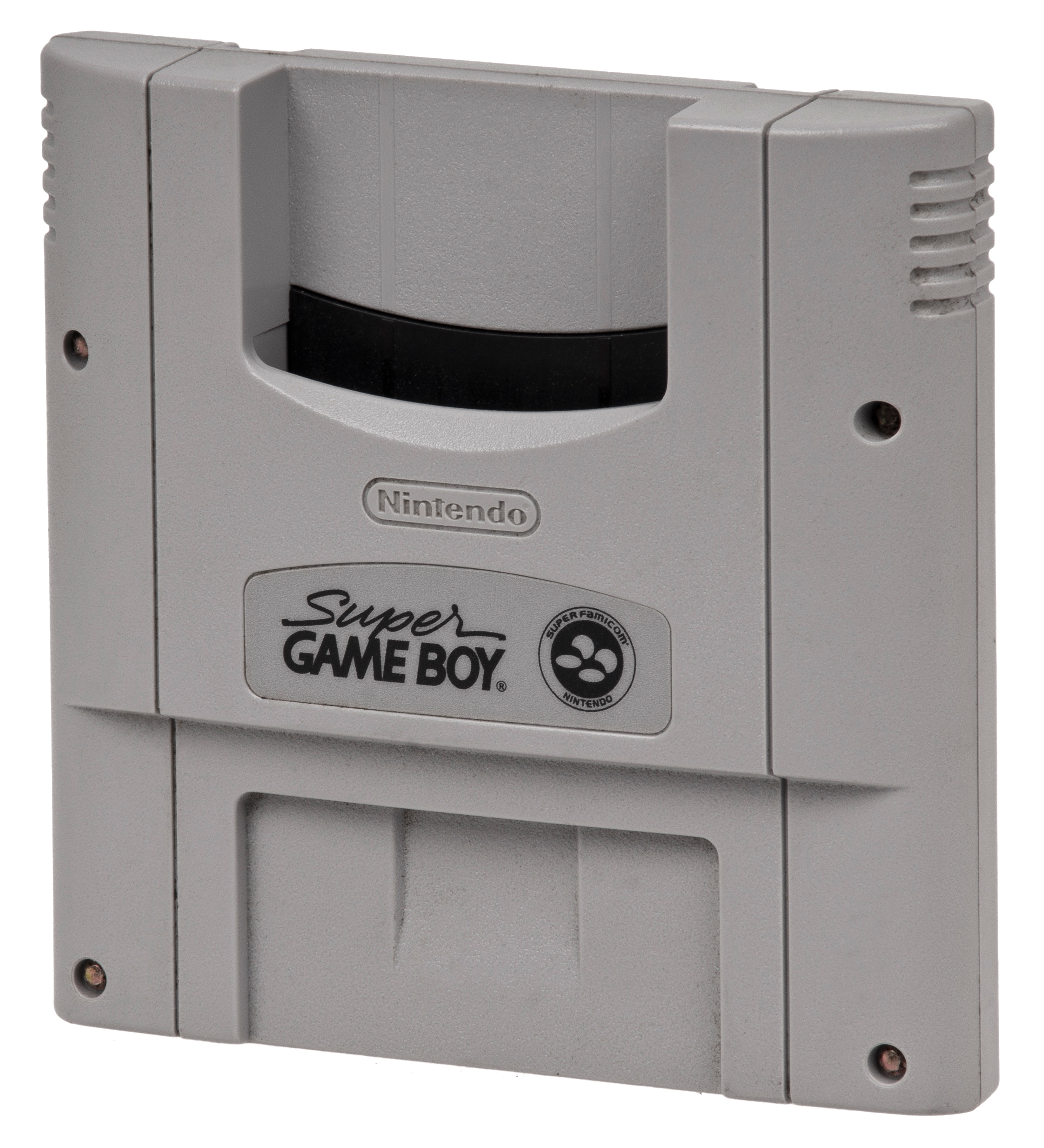
Super Game Boy. Donkey Kong Land a la particularité de bénéficier de couleurs s'il est utilisé avec le Super Game Boy.

Les capacités limitées de la console portable, comme la simplicité de son système de commande obligent à réduire le système de jeu. Les graphismes sont moins beaux que sur Super Nintendo, même si la technique des graphismes pré-rendus est toujours utilisée. Un seul personnage est affiché à l'écran et la plupart des mécanismes de jeux sont empruntés à DKC. Si quelques niveaux ressemblent à ceux de Donkey Kong Country, la quasi-totalité des autres sont inédits, comme certains ennemis. Le jeu reçoit un accueil positif de la part de la presse spécialisée, considéré comme un des plus beaux jeux Game Boy de l'époque,.
Lors de sa sortie en France, le jeu est accompagné du CD de la bande originale du jeu Donkey Kong Country intitulée La Bande originale de Donkey Kong Country.

### Rééditions
En 2000, un portage fidèle est édité sur Game Boy Color en Amérique du Nord puis au début de l'année 2001 dans le reste du monde. Cette version, qui utilise toujours la technique de graphismes pré-rendus, comporte un mode supplémentaire appelé Time Trial, des images cachées, divers mini-jeux en plus un niveau supplémentaire et un niveau rallongé par rapport à l'original. Les sons sont de moins bonne qualité et certaines musiques sont remplacées par des titres issus de Donkey Kong Land. Les sauvegardes sont possibles à tout moment dans le jeu, et une fonctionnalité propose d'imprimer des feuilles avec entête Donkey Kong Country grâce à l'imprimante Game Boy,.
En 2003, le jeu est porté et édité sur Game Boy Advance. Comme pour la version Game Boy Color, le jeu inclut le même mode Time Trial, des mini-jeux et diverses fonctionnalités. La luminosité est augmentée au détriment du contraste et de la saturation des couleurs, afin de bénéficier d'un meilleur affichage sur l'écran LCD non éclairé. Le jeu comporte un mode multijoueur composé de plusieurs jeux. Les sauvegardes sont possibles à tout moment dans le jeu.
Donkey Kong Country est édité sur la console virtuelle de la Wii en décembre 2006. Pour une raison inconnue, le titre est supprimé dans le monde entier en novembre 2012, mais refait son apparition sur la plate-forme de téléchargement en octobre 2014. Le jeu est également disponible depuis cette même date sur la Console Virtuelle de la Wii U.
Annoncé début mars 2016, Donkey Kong Country fait son apparition sur la console virtuelle de la New Nintendo 3DS le 24 mars 2016,. Le jeu est compatible avec la fonctionnalité Perfect Pixel Mode de cette console, qui affiche le jeu avec l'aspect ratio de sa plate-forme d'origine.

### Projets annulés
En 2001, une suite de Diddy Kong Racing sur Nintendo 64 intitulée Donkey Kong Racing est en développement, dans laquelle les personnages de la série chevauchent des animaux plutôt que des véhicules. Cependant, à cette époque, Nintendo rate l'occasion de racheter les 51 % des parts de l'entreprise Rare que les Stamper détiennent. En 2002, l'entreprise nippone revend les 49 % de ses parts au plus offrant, Microsoft, au détriment d'Activision. Cette passation de pouvoir met fin au développement de Donkey Kong Racing.
À partir du rachat de Rare par Microsoft en 2002, Nintendo récupère logiquement la licence Donkey Kong Country. Le personnage de Diddy Kong est une création de Rare, mais les entreprises ne peuvent utiliser les personnages communs aux deux entités. Ainsi, en 2001, une suite de Diddy Kong Racing intitulée Diddy Kong Pilot est en cours de développement chez Rare. Cette suite, qui met en scène plusieurs personnages de Donkey Kong Country, est suspendue. En 2004, Nintendo rachète complètement le personnage de Diddy Kong auprès de Rare, et Diddy Kong Pilot, qui adopte l'univers de Banjo-Kazooie, est renommé Banjo-Pilot.

### Spin-offet reprise de la licence
Le personnage de Diddy Kong a également obtenu assez de popularité pour avoir son propre spin-off sur Nintendo 64 en 1997, intitulé Diddy Kong Racing, qui mêle course de kart et aventure,. Rare donne aussi naissance à Donkey Kong 64 sur Nintendo 64 en 1999, un jeu de plates-formes dans un univers en trois dimensions très étendu. Les deux jeux reçoivent des critiques très positives de la part de la presse spécialisée,.
À partir du rachat de Rare par Microsoft en 2002, Nintendo lance plusieurs séries dérivées de Donkey Kong Country et exploite le renouveau du personnage de Donkey Kong. En 2003, 2004 et 2005, trois jeux de rythme développés par Namco et intitulés Donkey Konga, Donkey Konga 2 et Donkey Konga 3 sortent sur GameCube. Ces trois opus, qui se jouent avec le contrôleur Bongo DK, sont globalement plutôt bien accueillis par la presse spécialisée, surtout le premier épisode, mais les avis sur les deux suites sont parfois partagés,,,. En 2004, Nintendo développe et édite sur GameCube le premier jeu de plates-formes incluant le personnage Donkey Kong depuis la reprise en main de la licence par Rare en 1994. Intitulé Donkey Kong Jungle Beat, le jeu a la particularité de se jouer avec le Bongo DK. Le jeu est très bien accueilli par la presse spécialisée, et son système de jeu est considéré comme unique et procurant du plaisir,,.
Entre 2005 et 2007, Nintendo édite trois jeux dans la série DKC, dont le développement est confié à Paon. En 2005 puis en 2007, Paon développe sur Game Boy Advance le jeu de puzzle DK: King of Swing, puis sa suite sur Nintendo DS DK: Jungle Climber. Le premier jeu est assez bien accueilli par la presse malgré quelques critiques,, et sa suite est, elle, mieux reçue pour avoir apporté des améliorations,. Parallèlement, Paon développe et Nintendo édite en 2007 un jeu vidéo de course sur Wii, Donkey Kong Jet Race. Le jeu est développé pour la GameCube et conçu pour fonctionner avec le Bongo DK. Cependant, le jeu est finalement repoussé et édité sur Wii, mais les contrôles sont adaptés pour fonctionner avec la télécommande Wii et le Nunchuk. Le jeu reçoit des mauvaises critiques, les observateurs déplorant la conversion du contrôleur de jeu et des visuels datés, rappelant la génération précédente de console dont la GameCube fait partie,,.
À partir de 2004, Nintendo développe et édite une série de jeux vidéo de réflexion sur Game Boy Advance, Nintendo DS, sur Nintendo 3DS et Wii U, intitulée Mario vs. Donkey Kong. La série met en scène les personnages de Mario et de Donkey Kong et perdure encore en 2016.
En 2005 puis 2006, Nintendo édite deux jeux d'arcade de type medal game utilisant la licence Donkey Kong Country. Intitulés Donkey Kong: Jungle Fever et Donkey Kong: Banana Kingdom, et développés par Capcom sur Triforce, ils proposent un système de jeu avec jetons et combinent également des mini-jeux vidéo,.
En 2010, Nintendo confie la licence Donkey Kong Country à Retro Studios pour la relancer avec Donkey Kong Country Returns sur Wii, un jeu qui ne s'écarte pas des principes de conception mis en place par Rare deux décennies auparavant. Donkey Kong Country: Tropical Freeze, sorti en 2014 sur Wii U, ne révolutionne pas non plus la licence, mais propose un jeu de plates-formes assez difficile pour intéresser les fans, et se dote de graphismes de meilleure qualité.
Le personnage de Donkey Kong fait une apparition dans le film intitulé Pixels, qui prend place dans un univers imprégné du jeu vidéo.

### Adaptations télévisuelles
Donkey Kong Country est adapté à la télévision dès 1996. À partir de septembre 1996, une émission de télévision française destinée à la jeunesse, intitulée La Planète de Donkey Kong et incluant les personnages de l'univers Donkey Kong Country, est mise à l’antenne sur France 2. Le personnage de Donkey Kong co-anime l'émission avec Mélanie Angélie jusqu'en juillet 2000, où l'animatrice quitte l'émission, qui se voit renommée DKTV.cool. C'est la première émission animée par un personnage créé grâce à la capture de mouvement, via une technologie mise au point par l'entreprise française Medialab. Cette technique permet aux comédiens qui donnent vie aux personnages fictifs de voir l'animation en temps réel, alors qu'ils sont filmés en train de jouer. Elle est déprogrammée en septembre 2001. L'émission, qui selon les désirs de France 2 cible les adolescents sur un ton « chébran », propose des animations, des sketchs humoristiques et diffuse diverses séries télévisées d'animation et dessins animés, dont la série Donkey Kong Country,. L'émission remporte le 7 d'or de la meilleure émission d’animation et de jeunesse de l'année 1999.
Parallèlement, une série télévisée d'animation franco-canadienne intitulée Donkey Kong Country et inspirée du jeu de plates-formes Donkey Kong Country, est diffusée en France à partir de septembre 1996. Elle est également réalisée grâce à la capture de mouvement. Dans quarante épisodes et sur deux saisons, la série met en scène les personnages de Donkey Kong et son neveu Diddy Kong, qui doivent protéger la noix de coco en cristal qui produit des bananes magiques à volonté du méchant King K. Rool, qui veut l'utiliser pour devenir le maître du monde. Une controverse naît à cause du rejet de la nomination de l'émission aux Emmy Awards, à cause de la technique de capture de mouvement, considérée comme n’étant pas de l'animation,,.

### Héritage
Les musiques principalement composées par David Wise pour Donkey Kong Country et la série de jeux, sont largement reprises, modifiées ou remixées par les fans, les professionnels ou dans des concerts. La bande originale fait également l'objet d'un remix, acclamé par David Wise, réalisé en septembre 2004 par OverClocked ReMix intitulé Kong in Concert,,.
À la fin de l'année 2015, Gregg Mayles publie sur son compte Twitter de nombreux dessins d'arts, croquis préparatoires et schémas conceptuels créés pour le développement de Donkey Kong Country. Gregg Mayles dévoile également un ouvrage interne regroupant des esquisses de DKC. Selon Jeuxvideo.com, le titre du livre Donkey Kong and the Golden Bananas serait également le titre du jeu durant son développement.

### Ressources primaires
1. 1 2 3 4 5 6 7 8 9 10 11 12  Rare, Donkey Kong Country : Mode d'emploi, Nintendo, 1994.
2. ↑  Rare. Donkey Kong Country (Super Nintendo). Nintendo. 21 novembre 1994.

### Ressources secondaires
1. ↑  (en) Tom Orry, « SNES Classic Edition Black Friday Deals - How to Buy a SNES Classic? SNES Classic Release Date, SNES Classic Reviews, What Games are Included? », sur usgamer.net, 23 novembre 2018 (consulté le 11 septembre 2019).
2. 1 2 3 4 5 6 7 8 9 10 11 12  « Donkey Kong Country », Joypad, no 37,‎ décembre 1994, p. 62-66.
3. 1 2 3  « Chicago : La loi de la jungle », Joypad, no 33,‎ juillet-août 1994, p. 86.
4. 1 2 3 4 5 6 7 8  « Dossier : Donkey Kong Country », Player One, no 48,‎ décembre 1994, p. 73-81.
5. 1 2 3 4 5 6 7 8 9 10 11 12 13 14  Pedro et Ino, « Dossier : Le making of : Donkey Kong Country », Player One, no 46,‎ octobre 1994, p. 47-55.
6. 1 2 3 4 5  (en) Damien McFerran, « Donkey Kong Country (Wii) », sur Nintendo Life, 9 décembre 2006.
7. 1 2  Sylvain Allain, « Dossier Donkey Kong Country - Soluce Partie 2 », Consoles +, no 40,‎ février 1995, p. 71-77.
8. ↑  Sylvain Allain, « Dossier Donkey Kong Country - Soluce Partie 1 », Consoles +, no 39,‎ janvier 1995, p. 80-87.
9. 1 2 3 4 5 6 7 8  « Donkey Kong Country », Nintendo Player, no 26,‎ décembre 1994, p. 20-27.
10. 1 2 3  « Best of CES: Donkey Kong Country », Consoles +, no 35,‎ septembre 1994, p. 38.
11. 1 2 3 4 5 6 7 8 9 10 11 12 13 14 15 16 17 18 19 20  Paul Caussé, « Donkey Kong Country : Voyage en terre d'Hyrule » (Mook), Pix'n Love, Éditions Pix'n Love, no 29,‎ 2016, p. 106-129 (ISBN 978-2-37188-023-8).
12. 1 2  T.S.R., « Previews - Donkey Kong Country », Joypad, no 36,‎ novembre 1994, p. 36-37.
13. 1 2 3 4 5 6  (en) Lucas M. Thomas, « Donkey Kong Country », sur IGN, 20 février 2007.
14. 1 2  « Infos zapping : Donkey Kong Country », Nintendo Player, no 25,‎ novembre 1994, p. 10-11.
15. 1 2 3 4 5 6  (en) « UK Review: Donkey Kong Country », Super Play, no 27,‎ janvier 1995, p. 36-38.
16. ↑  Chris Kohler 2005.
17. 1 2 3 4 5  Steven Kent 2001, p. 496-497.
18. 1 2 3  « Stop info : Donkey Kong Country », Player One, no 47,‎ novembre 1994, p. 10-15.
19. ↑  Blake J. Harris, Console Wars Vol. 2, Pix'n Love, 2018 (ISBN 978-2-37188-053-5), p. 183.
20. 1 2 3 4 5 6 7  (en) « Gorilla Game Design », GamePro, no 65,‎ décembre 1994, p. 54–55.
21. 1 2 3 4 5 6 7 8 9 10 11 12 13 14 15 16  (en) « The Making of... Donkey Kong », Retro Gamer, no 43,‎ novembre 2007, p. 68-71 (lire en ligne).
22. ↑  (en) « Donkey Kong Rare Retrospective », sur Rare Gamer.
23. 1 2 3  Steven Kent 2001, p. 491-493.
24. 1 2 3  (en) Justin Berube, « Remembering Donkey Kong Country Exposed - Feature », sur Nintendo World Report, 9 septembre 2014.
25. 1 2 3 4 5 6 7 8 9  (en) Damien McFerran, « Month Of Kong: The Making Of Donkey Kong Country », sur Nintendo Life, 27 février 2014.
26. 1 2 3 4 5  Régis Monterrin, « Donkey Kong Country –  Au cœur de la machine RARE », sur Joypad.fr, 25 novembre 2015.
27. 1 2 3 4  (en) « The Making of: Donkey Kong Country », Nintendo Power, no 64,‎ septembre 1994, p. 66-69.
28. 1 2 3  (en) « Going Ape: The Complete History of Donkey Kong », Retro Gamer, no 83,‎ décembre 2010, p. 28-35.
29. 1 2 3 4 5 6  (en) « The History of... Donkey Kong », Retro Gamer, no 43,‎ novembre 2007, p. 22-31.
30. ↑  (en) Andy Green, « Microsoft Execs Thought They Owned Donkey Kong After Acquiring Rare », sur Nintendo Life.
31. 1 2 3  (en) « Interview with David Wise », sur Square Enix Music Online, décembre 2010.
32. ↑  (en) « The Tepid Seat - Rare Music Team », sur Rareware.com, décembre 2004.
33. 1 2  (en) « PCCG-00328 - Super Donkey Kong: Game Music CD - Jungle Fantasy », sur VGMdb.
34. 1 2  (en) « PSCN-5020 - Super Donkey Kong: Original Sound Version », sur VGMdb.
35. 1 2  Diddu, « Donkey Kong Country », sur Generation-snes.fr.
36. ↑  (en) « DK Jamz », sur Discogs.
37. ↑  (en) « Donkey Kong Country: Go Ape! », sur Discogs.
38. ↑  « Donkey Kong Country: Le making of », Nintendo Player, no 25,‎ novembre 1994, p. 12.
39. ↑  « Vidéo : Donkey Kong Country: Exposed » [vidéo], sur YouTube.
40. ↑  (en) Chris Greening, « Going Bananas Over Donkey Kong as It's Launched Worldwide », Electronic Gaming Monthly, no 66,‎ janvier 1995, p. 66.
41. 1 2  (en) Joe Drilling, « The History of Nintendo Competitions: Part 3 », sur Nintendo Inquirer, 7 juillet 2015.
42. ↑  (en) « Chatter: Game gossip - Nintendo: In development », Game Players, no 53,‎ juin 1995, p. 25.
43. ↑  (en) Joe Drilling, « The History of Nintendo Competitions: Part 1 », sur Nintendo Inquirer, 28 mai 2015.
44. ↑  (en) ChrisKohler, « Auction Watch: Another Donkey Kong Country Competition Cart », sur Wired, 16 octobre 2007.
45. ↑  (en) « Snes Central: Donkey Kong Country Competition Cart », sur Snes Central.
46. ↑  Michael Teitelbaum 1995.
47. ↑  Michael Teitelbaum 1996.
48. ↑  Michael Teitelbaum 1997.
49. 1 2  (en) Levi Buchanan, « Genesis vs. SNES: By the Numbers », sur IGN, 20 mars 2009.
50. ↑  (en) « Super Nintendo (SNES) 101: A Beginners Guide », sur Racketboy.
51. ↑  (en) « Donkey Kong Country (Player's Choice) » [image], sur MobyGames.
52. 1 2  (en) « Games Awards », Electronic Gaming Monthly - Buyer's Guide,‎ 1995.
53. 1 2 3  (en) Matt, « Donkey Kong Country », Game Informer,‎ juin 2003 (lire en ligne).
54. 1 2 3  (en) « Nintendo Went Ape », GamePro, no 65,‎ décembre 1994, p. 51-53.
55. 1 2 3 4 5  Frank Provo, « Donkey Kong Country Review », sur GameSpot, 22 novembre 2000.
56. 1 2  « Donkey Kong Country », Jeux vidéo Magazine, no 33,‎ juin 2003, p. 54.
57. 1 2  (en) « Aping Mario ? », Next Generation, vol. 1, no 1,‎ janvier 1995, p. 102.
58. 1 2 3  (en) « Now Playing: Donkey Kong Country », Nintendo Power, no 66,‎ novembre 1994, p. 102.
59. 1 2 3  (en) Tom Bramwell, « Donkey Kong Country », sur Eurogamer, 3 juin 2003.
60. 1 2 3  Usul, « Test Donkey Kong Country sur GBC », sur Gamekult, 4 février 2001.
61. 1 2 3  [Vanyr], « Test Donkey Kong Country sur GB », sur Jeuxvideo.com, 20 mai 2013.
62. 1 2  Akedysseril, « Test Donkey Kong Country sur Wii », sur Jeuxvideo.com, 15 janvier 2010.
63. 1 2  (en) Alex Olney, « Donkey Kong Country (Wii U) », sur Nintendo Life, 24 octobre 2014.
64. ↑  (en) « Donkey Kong Country for Super Nintendo », sur GameRankings.
65. 1 2  Daniel Ichbiah 2017, XIV PlayStation : Une console pour les gouverner tous !, p. 274.
66. ↑  « Consolez-vous... Hardy Light Foot », Joystick, no 58,‎ mars 1995, p. 153.
67. ↑  « Consolez-vous... Donkey Kong Country », Joystick, no 56,‎ janvier 1995, p. 176.
68. 1 2  « Dossier CES - Donkey Kong Country : Gare au gorille », Player One, no 44,‎ juillet-août 1995, p. 45.
69. 1 2  (en) « NP Top 200 », Nintendo Power, no 200,‎ février 2006, p. 58-66.
70. ↑  (en) TrevorChan, « Turns Out Shigeru Miyamoto Does Like Donkey Kong Country », sur Nintendo Life, 19 juin 2010.
71. 1 2  (en) Fennec Fox, « Donkey Kong Country », GamePro,‎ juin 2003 (lire en ligne).
72. 1 2  (en) Craig Harris, « Donkey Kong Country », sur IGN, 6 juin 2003.
73. ↑  (en) « CES - The best of the show », GamePro, no 62,‎ septembre 1994, p. 37.
74. ↑  (en) « Donkey Kong Country », Electronic Gaming Monthly, no 64,‎ novembre 1994.
75. ↑  (en) « ronews - At the Deadline », Gamepro, no 68,‎ mars 1995, p. 155.
76. ↑  « Top 100 des meilleurs jeux de tous les temps », sur jeuxvideo.com, 10 septembre 2017.
77. ↑  Rédaction, « Chronique vidéo Top 10 des meilleurs jeux de la Super Nintendo », sur Jeuxvideo.com, 12 décembre 2018.
78. ↑  (en) « The 10 Most Overrated Games », sur 1UP.com, 4 avril 2005.
79. ↑  (en) « Donkey Kong Country (SNES) Rare/Nintendo », sur GameSpy, 2004.
80. ↑  Caleb, « Le top 20 Japon de tous les temps ! », sur Gamekult, 1er décembre 2000.
81. ↑  (en) « The Dream Team: The Project Becomes Reality », Nintendo Power, no 71,‎ avril 1995, p. 64.
82. 1 2  (en) « Three Hours Chilling With Donkey Kong Country: Tropical Freeze », sur Game Informer, 20 décembre 2013.
83. ↑  (en) Brian Ekberg, « History of Mario Sports », sur GameSpot.
84. 1 2 3  Olivier, « Donkey Kong Land », Joypad, no 45,‎ septembre 1995, p. 68-69.
85. ↑  Jarod, « Donkey Kong : les classiques sur l'eShop », sur Gamekult, 10 octobre 2014.
86. 1 2  « Game Boy Review: Donkey Kong Land », Consoles +, no 46,‎ septembre 1995, p. 112.
87. ↑  (en) Craig Harris, « Donkey Kong Country », sur IGN, 22 novembre 2000.
88. ↑  Rédaction, « Les Donkey Kong Country disparaissent de la Console Virtuelle (Wii) », sur Jeuxvideo.com, 16 novembre 2012.
89. ↑  (en) Jason Schrier, « Donkey Kong Country Back On Wii U After Mysterious Two-Year Absence », sur Kotaku.
90. ↑  (en) Evan Campbell, « Donkey Kong Country, Land Trilogies Coming to Nintendo's Virtual Console in Europe », sur IGN, 13 octobre 2014.
91. ↑  (en) Samit Sarkar, « Nintendo bringing SNES games to Virtual Console on New Nintendo 3DS (update) », sur Polygon, 3 mars 2016.
92. ↑  kamisamabob, « Nintendo eShop : Les téléchargements de la semaine du 24 au 31 mars 2016 », sur Jeuxvideo.com, 24 mars 2016.
93. ↑  (en) Horia Ungureanu, « Nintendo Wii U And New 3DS 2016 Games Lineup Unveiled, And It Includes SNES Games », sur Tech Times, 5 mars 2016.
94. ↑  (en) Martin Watts, « Month Of Kong: Whatever Happened To Donkey Kong Racing? », sur Nintendo Life, 28 février 2014.
95. ↑  (en) Doug Perry, « Diddy Kong Racing », sur IGN, 24 novembre 1997.
96. ↑  (en) Nelson Taruc, « Donkey Kong 64 Review », sur GameSpot, 22 novembre 1999.
97. ↑  (en) Juan Castro, « Donkey Konga », sur IGN, 23 septembre 2004.
98. ↑  (en) Juan Castro, « Donkey Konga 2 », sur IGN, 4 mai 2005.
99. ↑  (en) Anoop Gantayat, « Donkey Konga 2 », sur IGN, 18 mars 2005.
100. ↑  (en) « Donkey Konga 3 Review », sur Nintendo World Report, 8 septembre 2005.
101. ↑  Puyo, « Test Donkey Kong Jungle Beat », sur Gamekult, 3 février 2005.
102. ↑  (en) Tom Bramwell, « Donkey Kong Jungle Beat », sur Eurogamer, 15 février 2005.
103. ↑  « Test Donkey Kong Jungle Beat », sur Jeuxvideo.com.
104. ↑  (en) Craig Harris, « DK: King of Swing », sur IGN, 16 septembre 2005.
105. ↑  Romendil, « Test DK : King of Swing », sur Jeuxvideo.com, 8 février 2005.
106. ↑  (en) Ryan Davis, « DK: Jungle Climber », sur GameSpot, 12 septembre 2007.
107. ↑  (en) Craig Harris, « DK Jungle Climber Review », sur IGN, 30 août 2007.
108. ↑  Romendil, « Test Donkey Kong Jet Race », sur Jeuxvideo.com, 22 janvier 2008.
109. ↑  (en) Bozon, « DK Barrel Blast Review », sur IGN, 15 octobre 2007.
110. ↑  (en) Alex Navarro, « Donkey Kong: Barrel Blast Review », sur GameSpot, 11 octobre 2007.
111. ↑  (en) Brendan Graeber, « Mario vs. Donkey Kong: Tipping Stars Review », sur IGN, 12 mars 2015.
112. ↑  (en) « Donkey Kong: Jungle Fever », sur Gaming-History.
113. ↑  (en) Mike Jackson, « Donkey Kong returns to the arcades », sur GamesRadar+, 21 février 2007.
114. ↑  Guillaume Hamonic, « Pixels: Adam Sandler contre Pac-Man et Donkey Kong », sur Le Figaro, 19 mars 2015.
115. 1 2 3  (fr + en) « Aventure Donkey Kong Medialab » [vidéo], sur YouTube.
116. ↑  Pierre Faviez 2010, 1996/1997.
117. ↑  « La planète de Donkey Kong », sur Planète Jeunesse.
118. ↑  « Palmarès des 7 d'or - Cérémonie de 1999 », sur Toutelatele, 1999.
119. ↑  (en) « Donkey Kong Country », sur Nelvana.
120. ↑  (en) Charles Solomon, « An Emmy Awards Debate: What Makes 'Donkey Kong' Run? », sur Los Angeles Times, 1er juin 1999.
121. ↑  « Donkey Kong Country », sur Planète Jeunesse.
122. ↑  (en) « Get in the Groove with the Music Soundtrack from Donkey Kong and Doom », Electronic Gaming Monthly, no 66,‎ janvier 1995, p. 68.
123. ↑  (en) OverClocked ReMix, « Industry Recognition », sur OverClocked ReMix.
124. ↑  mrderiv, « Les concepts arts de Donkey Kong Country révélés », sur Jeuxvideo.com, 7 septembre 2015.